# シドニアの騎士
『シドニアの騎士』（シドニアのきし）は、弐瓶勉による日本の漫画作品。『月刊アフタヌーン』（講談社）にて2009年6月号から2015年11月号まで連載。英語表記は「Knights of Sidonia」。『シドニア』とも。
アニメ版第一期が2014年4月から6月まで放送され、第二期『第九惑星戦役』が2015年4月から6月まで放送された。
2015年に第39回講談社漫画賞・一般部門を、2016年に第47回星雲賞コミック部門をそれぞれ受賞している。

## 概要
綿密な世界観設定、過剰な起伏を抑えた感情表現、複雑に入り組んだ巨大構造物、スターシステム的な名前など、作者の要素が継承されている。
SF漫画であり、「ロボット」「ラブコメ要素」など新機軸を盛り込んだ王道的な構成。弐瓶を尊敬する諫山創も「今までそんな引き出しは持っていらっしゃらないと思っていたのに、非常に質の高いラブコメ」「ラブコメ的日常と、それが明日なくなるかもしれない緊張感とのバランスが絶妙」と評する。
世界の紹介が行われている。連載時は「あらすじ」の紹介があり、単行本では章の間に「設定メモ」が挿入され各話の扉では「シドニア百景」が設けられている。
作者の弐瓶にとって『BLAME!』（1997年 - 2003年）から約5年ぶりの『月刊アフタヌーン』での連載になる。
2013年10月発刊の単行本第11巻からはオビにマンガ家の赤松健が提唱・運用している同人マークを付けた。

## あらすじ
奇居子（ガウナ）と呼ばれる対話不能の宇宙生命体に地球を破壊され、僅かに生き延びた人間は、小惑星ほどもある世代宇宙船を建造して太陽系を脱出した。播種船(はしゅせん)シドニアはその一つで、地球に代わる惑星を求めて1000年もの長きにわたり宇宙を旅してきた。だが現在、シドニアはガウナが頻出する宙域に孤立し、存続が危ぶまれている。
配管が複雑に入り組み、誰も近づかないシドニアの基底部では、谷風長道(たにかぜ ながて)が祖父のヒロキと二人きりで、世間から隠れて暮らしていた。ヒロキは長道に対ガウナ兵器・衛人(もりと)の操縦を教え込み、衛人仮象訓練装置での長道の成績はいまやヒロキを上回っている。しかしあるときヒロキが死亡し、残された長道は遺言に背いて地上へと彷徨い出る。食料工場で米を盗んでいるところをシドニアの船員に見つかり、身柄を拘束された長道は、自分には船員としての登録記録が存在しないこと、ヒロキは17年前に死亡扱いになった人物であることを知らされる。そこに落合と名乗る男が現れ、長道を身元引受人となる、シドニア艦長・軍総司令の小林のもとへ連れていく。小林は長道に外の世界を見せ、シドニア存続のために力を貸してほしいと頼む。その申し出を受け入れた長道は、ただちに衛人操縦士訓練生に抜擢され、百年前の戦争で無名の撃墜王が搭乗した一七式衛人・継衛(つぐもり)を与えられる。時を同じくしてガウナの巣・大衆合船(しゅがふせん)が厳戒宙域に出現、小林はガウナとの戦争を宣言する。
特殊な生い立ちや上層部の特別扱い、光合成のできない人間特有の体臭が災いし、長道は他の訓練生から陰湿ないじめに遭う。星白閑(ほしじろしずか)と、中性の科戸瀬(しなとせ)イザナだけは長道に対等に接し、やがて良き友人となる。そして訓練生たちに宇宙空間を漂う氷塊の採掘任務が与えられる。非戦闘任務のはずだったが、ガウナが氷塊を突き破って出現、触手で継衛をはじきとばして長道に深手を負わせ、同期訓練生の山野を捕食する。さらにガウナは、意図は不明ながら山野を模倣し、人間のような形状に変化する。シドニア軍司令部は長道の救出を打ち切り、他の訓練生を退避させてガウナに重質量砲を発射する。しかし砲弾が直撃する直前、長道は不可解にも蘇生しガウナと交戦、シドニアへの生還を果たす。砲弾はガウナの肉・エナを大きくはぎ取るものの、本体には傷ひとつつけられず、ガウナはエナを再生してシドニアに接近する動きを見せる。百年前の第四次ガウナ防衛戦では、二体のガウナが船内に侵入したために総人口の99％が死亡している。同様の惨事を防ぐべく、司令部はシドニア屈指の正規操縦士の赤井、緑川、青井、百瀬に、ガウナ本体を唯一破壊できる槍・カビザシを与え、ガウナ討伐に赴かせるが、ガウナは討伐隊を返り討ちにし、重質量砲をも避け、シドニアに向けて突進する。シドニアは緊急回避機動を余儀なくされ、高Gによる居住区画の崩壊で数千名の犠牲者を出しながら、ガウナを紙一重でやり過ごす。しかしガウナの到来をわずかに先延ばしにしたにすぎない。司令部は守備隊総力で迎撃する態勢を整える一方で、訓練生の長道、星白、岐神海苔夫(くなとのりお)、仄焔(ほのかえん)の四名に、討伐隊が持ち出し、いまは宇宙を漂うカビザシ1本の回収を命じる。カビザシはシドニアに28本しかなく、補充も見込めないためだ。長道たちはカビザシを発見するが、ガウナにヘイグス粒子砲で狙撃される。星白の機体はヘイグス機関の損傷で爆発し、岐神と仄の機体も戦闘不能となる。長道は一人でガウナと対決、ヘイグス粒子砲の撃ち合いを制して、回収したカビザシでガウナの本体を貫く。そして帰還限界線の向こう側へ吹き飛ばされた星白を探すために、長道もまた帰還限界線を越え、消息を絶つ。長道は星白を発見するものの、継衛のヘイグス粒子はすでに尽きており、ともに宇宙を漂流する羽目になる。星白は長道の向こう見ずな行動を非難するが、生き延びるために力をあわせる中で、二人の距離は急速に縮んでいく。
二週間ののちに守備隊に救出され、シドニアに帰還した長道は、英雄のような扱いを受け、いじめも止まる。そして岐神、星白、仄焔とともに正規操縦士に任命され、前途は明るいかのように見えた。しかし長道は、密かに自身に嫉妬していた岐神の計略により、連結型ガウナの討伐で重大なミスを犯す。結果、仄焔は意識不明の重体となり、星白は機体ごとガウナに食われて死亡する。シドニアの人々は手のひらを返して長道を糾弾し、操縦士権限の凍結を叫ぶ。その最中、星白の機体を模倣した衛人型ガウナが三体同時に出現する。衛人隊がガウナに傷を負わせると、ガウナはシドニアの通信回線を通じて悲痛な叫び声を上げる。その声はまぎれもなく星白のものだった。操縦士まで模倣していたのだ。衛人隊は衛人型ガウナを二体撃破し、エナで再現された「操縦士」も一体回収する。しかし三体目のガウナ・紅天蛾(べにすずめ)は異常な戦闘能力を露わにし、衛人を次々と屠っていく。長道が戦闘に割って入り星白の名を叫ぶと、紅天蛾は攻撃を停止し、新たに出現した小衆合船・オカリナへ撤退する。回収された衛人型ガウナの操縦士・エナ星白は、外見は星白と瓜二つで、骨格や内臓も人間と変わらないことが判明する。人間だった頃の記憶さえ断片的にはあるらしく、長道の名を呼び、長道の姿を見て触手を伸ばすなど反応を示す。紅天蛾とオカリナの出現以降、ガウナは人間が考えたような複雑で高度な作戦でシドニアを攻撃するようになる。シドニアは、人工カビやガウナ本体貫通弾、弾体加速装置、新型衛人などの新兵器でこれに対抗する。繰り返される戦いの中で、長道は前大戦の撃墜王を彷彿とさせるエースパイロットへと成長していく。しかしシドニアにガウナ以外の脅威が迫っていることは、長道も、他の誰も知る由もなかった。百年前の戦争でシドニアを滅ぼしかけ、処刑されたとされるマッドサイエンティスト・科学者落合が、岐神開発次期当主の岐神海苔夫の意識と肉体を乗っ取って復活し、己の野望――究極の生命体の創造と転生――を成就するために暗躍を始めていたのだ。
外生研に標本として保管されているエナ星白は、長道と面会を重ねるにつれて人間らしい振る舞いが増え、長道もそれに入れ込むようになる。しかし、ひそかに外生研を傀儡にしていた岐神(科学者落合)の手回しにより、エナ星白は岐神開発に譲渡され、長道の前から姿を消す。しばらくの後、長道らがガウナとの戦いで窮地に陥ったとき、人型のガウナが突如出現、長道らを救う。岐神開発の新兵器・融合個体の白羽衣(しらうい)つむぎだった。岐神は、エナ星白の卵子に人工の人間の精子を受精させることで、人間とガウナの混血生物を作り出したのだ。つむぎは「人類存続のために力を尽くしてガウナと戦う」決意を表明するものの、ガウナを心底嫌悪するシドニアの人々はつむぎを拒絶し、罵声を浴びせる。長道はそんなつむぎを哀れに思い、イザナとともに彼女に手を差し伸べる。やがて、つむぎの決意が試される時がくる。小衆合船オカリナがシドニアに直接攻撃を仕掛けてきたのだ。オカリナは超高出力のヘイグス粒子砲を形成、シドニアを狙撃しようとする。命中すればシドニアは確実に消滅する。長道ら衛人隊の必死の抵抗にもかかわらず、オカリナはヘイグス粒子砲を発射するが、つむぎが射線上で身を呈してビームを屈折させる。ビームはシドニアを外れ、オカリナも撃破されるが、つむぎは深手を負う。つむぎに救われたシドニアの人々は、彼女に対する認識を改め、一日も早い回復を祈る。そして岐神の治療で一命を取り留め、復帰したつむぎは誰もから感謝され、仲間として迎え入れられる。対人コミュニケーション用の触手が配管を通って移動し、長道やイザナと同居することも黙認される。一方、つむぎが融合個体の有用性と安全性を証明したことで、二体目の融合個体の建造が始まろうとしていた。
戦勝気分に浸る間もなく、大衆合船が動き始める。大衆合船は、シドニアが植民を予定していたレム恒星系惑星セブンに侵攻、植民者の前哨基地を破壊する。小林は不死の船員会を粛清し、議会を停止した上で、大衆合船との決戦を独断で決定する。シドニアを巨大ガス惑星ナインの衛星軌道に突入させ、そこに橋頭保を築いて大衆合船を攻撃する計画だ。イザナが惑星ナインの偵察に派遣され、ガウナの待ち伏せに遭って消息を絶つ。イザナを救出するため、長道の高コスト実験機とつむぎはナインに突入するが、紅天蛾が彼らの前に立ちはだかる。

## 登場人物

### 衛人操縦士
谷風 長道（たにかぜ ながて）
声 - 逢坂良太
本作の主人公。シドニアの最下層部（地下）で、祖父の斎藤ヒロキと二人きりで生活していた。祖父の死後3年が過ぎた頃、食料の備蓄が尽き、祖父の遺言を破って上層部に向かい、食糧庫から米を盗もうとして捕らえられる。その後、小林の庇護の下、衛人操縦士の第628期訓練生となった。出生等に関する素性は極秘扱いとされ、ごく限られた人間しか知らない。
現行のシドニア人と異なり光合成ができないため、積極的な食物の摂取を必要とする。その一方、瀕死の重傷を負い心肺停止の状態に陥っても短時間で蘇生、骨折も数日で完治する驚異的な治癒能力を持つ。
歴史的名機である「継衛」を訓練生ながらに与えられ、同機の専属操縦士として実戦を経験する。戦闘では判断力と行動力に優れ、独断専行気味ながらも多数の戦果を挙げ、谷風班として、仄煉、勢威一郎、科戸瀬イザナと共に、槍手として班長に抜擢され、繰り返し行われたガウナとの戦いに勝利し、シドニア船員にエースパイロット・シドニアの騎士として認められる様になる。機体番号は「704」（訓練生時はTS谷-028）。異性からの人気も高く容姿も整っているため、第1回水城乗員人気投票の男性部門において落合と勢威に次ぐ3位にランクインしている。
祖父と二人で隔絶した環境で長く暮らしていたため、シドニアを含めた社会生活における基本的な知識が無く、性格も子供のように純朴。同年代の同性、異性と交流した経験もなく、他者の心の機微に鈍感な面があり、気の遣い方も下手を通り越している。だが、祖父との二人暮らしが長かったため、仲間やシドニア世界の事はかけがえのない大切なものと信じており、仲間が危機に陥ったときには我が身を省みずに助けようとする勇敢さの持ち主でもある。
その正体は、「第四次奇居子防衛戦」の英雄であるヒロキのため、14年前に小林の指示で作られた換装用クローン。不老不死を始めとし禁忌とされていた遺伝子改造の数々を施された特別製の体を持つ。ヒロキは自身の換装用としてのクローンの存在を良しとせず、成長途中の長道を奪って居住区外へ逃亡。以後ヒロキによって長道は育てられることになった。
衛人の操縦士としての技術をヒロキから教え込まれ、6歳の時点で仮象訓練装置では師であるヒロキの記録を超えるまでに成長していた。
不死の船員会以外の者が不死であってはならないため、生還率の低い対ガウナ戦への全参加を条件づけられていた。長道をそのように生み出させた当人であり事情を知る数少ない人物である小林からは、不憫に思われ色々と手助けされているが、本人はその事情を知らなかった。不死の船員会で全作戦参加を要求したメンバーが殺害された後は、全参加を解かれ初めての控えを体験する。そして改めて衛人操縦士の生還率の低さを痛感し、控えでありながら作戦に途中で参加するなどヒロキのようなベテランパイロットへと成長していく。
融合個体かなた解体時に落合の謀略によって意識不明の重傷となる。意識を取り戻したのは大シュガフ船攻撃艦隊の出発後であったため、そのまま残存戦力の少ないシドニア防衛の任についた。その後訪問した小林により、過去のいきさつと自分の出生の秘密を知り、メンバーの再編された最上位船員会の一員に就任した。
大シュガフ船総攻撃作戦のさなか、小シュガフ船29隻との遭遇という第一艦隊の危機を救う為、二零式衛人「却衛」で恒星レムへ向かう。第2攻撃艦隊をシュガフ船の追撃から救出し、重体のつむぎを連れて第1攻撃艦隊に向かう。そしてつむぎを培養漕に送り、無数のガウナを駆逐、第1攻撃艦隊の窮状を救う。そして半自立式転換機構とそれ付着していたガウナを取り込んで完成体となった落合（融合個体2号）と恒星レム内部で決戦に挑む。落合は倒したが、重力放射線射出装置の攻撃で損傷を受けた却衛は装甲に隙間ができてしまいレムの熱に死を覚悟した谷風は自動操縦によって半自立転換機構を攻撃艦隊に送ろうとしていた。その状況を知ったつむぎは培養漕から飛び出し、谷風の元にいき隙間のできた装甲を自らのエナでふさぎ谷風の命を救ったが、つむぎはレムの熱に焼かれ蒸発し、谷風に再び大きな心の傷を残す事となった。大シュガフ船破壊という作戦は成功裏に終わり、谷風と攻撃艦隊、観測艦隊はシドニアへの帰路を進む事になった。
後にレムに植民後、ユレによって再生されたつむぎと結婚、長閑（のどか）という娘を授かり、大シュガフ船によってテラフォーミングされたセブンで環境局に勤める。
星白 閑（ほしじろ しずか）
声 - 洲崎綾
第628期衛人操縦士訓練生副代表。長道らと同時に正規操縦士に任命される。機体番号は「702」（訓練生時はTS星-336）。
長道が初めて上層部に出たとき以来、たびたび顔を合わせる。カビザシ回収任務の際にガウナの攻撃で乗機が暴走してしまい、シドニアへの自力帰還が不可能になる。自らも帰還不能になることを承知で助けに来た長道と共に、数日間の漂流生活を余儀なくされた。この一件をきっかけにして長道に淡い恋心を抱き、関係を深め始めた。しかし連結型ガウナの討伐戦で、岐神に陥れられた長道を助けようとしてガウナに捕食され、戦死した。星白最期の言葉は「いや」であったが、後に紅天蛾本体が損傷したエナを修復する際に呼び起こされる記憶から、さらに「死にたくない」と述べていたことがわかり、ガウナに捕食され殺害される直前まで死に怯えていた様子がうかがえる。
その死は後に、長道の心に深い傷を残す。
星白の死後に後述のエナ星白が回収され外生研に保管される。長道はこれが単なるエナであると釘をさされても頻繁に会いに行っていた。さらにエナ星白が融合個体の生産を目的に外生研から姿を消した後も、ノコギリクワガタに関するつむぎの発言から星白のことをふと思い出すなど、長道自身は星白に特別な想いを抱いていたようである。
アニメ版では米を盗んで逃走中に岐神に殴り倒された長道を交番まで運んだりと原作よりも関わり合うシーンが追加されており、またよく笑うなど表情も豊かになっている。
エナ星白
ガウナがエナで再現した星白。2つの個体がシドニアに確保された。外見だけでなく内部も再現されており、構造は人間と同じになっている。また、不完全ながら星白の記憶や人格の再現もされているらしく、長道の姿に反応する他、本体を持たなくても触手や外装を自分の意思で操り、自ら言葉を発し、長道を外生研に呼び出した。カビに反応し、長道を見ている時以外はカビザシ格納庫方向を見ている。
一体は自由浮遊ガス惑星を破壊した際に出現した衛人型ガウナ（ガ491）から長道によって回収されたもので、後に岐神開発にて融合個体の母体にされた。
もう一体は惑星ナインにて偵察部隊救出の際に、継衛のコックピット内に侵入してきた紅天蛾（ガ490）の本体を破壊して回収されたものである。先の個体同様、落合（岐神）が母体への転用を提案したものの却下され、しばらくは東亜重工にて厳重に保管されていた。後に身体を失ったつむぎと融合するが、融合したエナ星白はすぐに会話するようになり、数ヶ月後には身体的特徴まで変化した（具体的には左右の眼球の色調差や乳房の大きさの変化であるが、特に後者をつむぎ本人は気にしていた）。なお、星白閑の記憶や人格については、「完全になくなったわけではないが、曖昧でよくわからない」というつむぎの話で締めくくられていた。アニメでは「紅星白」と字幕が付けられていた。
科戸瀬 イザナ（しなとせ イザナ）
声 - 森谷里美 / 豊崎愛生（TVアニメ）
衛人操縦士訓練生。長道らより少し遅れて正規操縦士に任命される。機体番号は「723」（訓練生時はTS科-291）。
居住区で暮らし始めた長道にできた最初の友人。男性でも女性でも両性具有でもない、相手に合わせて性別が変化する「中性」と呼ばれる性別未分化者。生殖の相手がいなくても単性生殖で自分のクローンを産む事が出来る。容姿も中性的で、身長は長道とほぼ同じ。制服は女子用に準じており、スカートの代わりにキュロットを着用し、オーバーニーソックスに女子用のロングブーツを履いている。更衣室は男子用を使用しているが、板で仕切られている。またラピュタの湖で泳いだ際はスクール水着に似たワンピースタイプの水着を、重力祭では丈の短い浴衣を着用している。
身を挺して仲間を守る勇気と優しさを持っている。鈍感な長道を異性として意識している星白や緑川纈、つむぎを前にして複雑な心境を覗かせ、特に長道に積極的にアプローチする緑川纈とバッティングすることが多い。後に長道がつむぎを居住区へ連れ出し告白するが、その時には二人の関係を理解して祝福した。暗い所が苦手で、緑川纈や長道と共にMSCFへの潜入を試みた際には混乱し、近くにいた長道の顔を形が変わるほど殴ってしまう（原作では長道の腕を義手で握り潰し、出血させる）。
原作、アニメ版ともに戦闘時の負傷で右腕と左足を失い、生体再生には時間が掛かるというユレの判断で機械式の義肢を付けるようになるが、原作では正規操縦士昇格後の初陣で味方機に擬態した紅天蛾の奇襲による負傷、アニメ版ではガ550戦で窮地に陥ったつむぎを救おうと接近を試みたところに機体が小型ガウナと激しく衝突して負った重傷によるものと、時期と負傷に至る経緯が異なる。その為、アニメ版では調整不足で長道の腕を握り潰すといった、つむぎ登場以前の義手に纏わるコミカルシーンが変更もしくはカットされている。後には義手の指を増やして10本指になり、器用に操ることもできるようになる（普段は2本を一つにまとめて5本指のようにして使っている。またアニメ版では最初から10本指のタイプを装着している）。さらに、脳が義肢やそのシステムの扱いに慣れることで、高い情報処理能力（操縦士服のハッキングなど）を持つようになる。
外周壁にある長道の家に同居するようになり、オカリナ攻略戦の後辺りから体が女性化し始め、乳房はすぐに纈よりも大きく発達したが、ユレ曰く「遅いほう」だったらしい。第1回水城乗員人気投票では男女総合部門において1位になったものの、本人は複雑に感じている。また、女性化で体型が変わったことが原因でエラーを起こした操縦士服をハッキングして無理やり装着しようとして長道の目の前で破裂させてしまい、ヘルメットや機構部など情報処理に特化した白地に黒のラインが入ったものに新調される。
大シュガフ船総攻撃では、その技能で大シュガフ船の主本体の走査を行うため、観測艦隊として惑星シックスへ向かう。
その後、男性に身体改造した纈と付き合うようになり、再建された新シドニアで新天地を求めて旅に出る。
岐神 海苔夫（くなと のりお）
声 - 櫻井孝宏
第628期衛人操縦士訓練生代表。長道らと同時に正規操縦士に任命される。機体番号は「701」（訓練生時はTS岐-001）。
衛人の仮象訓練装置における成績は第1位。訓練生時代から作戦時には班のリーダーを務めており、上層部に出てきたばかりの長道を一撃で昏倒させたこともある。名門の出身でプライドが高い。岐神家は岐神開発を経営する有力者で、海苔夫は9代目に当たる御曹司。外面は優等生的な体裁を取り繕っているが、その実高慢で陰謀家。選民思考の持ち主で、長道やイザナに対し「亜人種ども」と罵るなど差別意識も見られる。また原作では女性同伴のときが多くプレイボーイの側面も窺えるが、いずれもアニメ版ではカットされている。
かねてより名機「継衛」に思い入れがあり、子供の頃から既に不必要で公式記録にも残らない一七式仮象訓練装置の訓練を密かに重ねていた。いずれは継衛を駆って撃墜王の名を継ぐという思惑もあり、突然現れて同機の操縦士となった長道とはたびたび衝突する。正規操縦士に任命された際にはこれまでのことを水に流す素振りを見せるが、内面では継衛を駆って活躍する長道に嫉妬しており、連結型ガウナの討伐戦の最中に小細工を仕掛けて陥れた。その行為が原因で星白を死なせるが、表向きは星白の死やエナ星白の登場に対しても平静を装っていた。なお、アニメではエナ星白の登場に際しかなりの動揺を見せており、PTSDによる戦力外化により作戦への参加拒否を続けていた。
そんな中、岐神の姓には「邪神を止める」意味が込められており、岐神家は過去に大事件を引き起こした落合の知識が保存された「落合の補助脳」を代々守ってきたことを知る。そして、復活した東亜重工により岐神開発は経営が縮小され、役目はその墓守りだけになることを悟る。衛人操縦士を辞めることを決意してまもなく、長道の自らを糾弾するわけでもなく共に操縦士としてシドニアを守ろうという言葉に涙を流し、様々なことの憂いからか、岐神家の者でも立ち入りが許されない落合の研究室に海蘊と共に侵入してしまう。その結果、落合に意識を乗っ取られる。
長らくその状態が続いたが、融合個体かなた暴走時にエナにより身体が潰され重態となる。昏睡中に落合がかなたの予備本体に移されたことで解放され、頭部を除いて身体に機械化処置を施された状態で意識を取り戻す。その人格についてユレが安全を確認した後、訓練生として操縦士に復帰した。自信家であった性格は、自身の行動によってシドニアに多大な被害を出してしまった事からか鳴りを潜めている。
大シュガフ船総攻撃作戦中、多数の小シュガフ船がシドニアと第一艦隊の両方面に迫る最中、第一艦隊の救援に向かう谷風に代わりシドニアを防衛するため、普通の操縦士では操縦できない「継衛改二」の使用を佐々木に申し出る。そして、その強い意志と仮象訓練の成績に納得した佐々木から改二を託され、レム方面へ向かう谷風を「シドニアは任せろ」と送り出し、長い年月を経て谷風の願いに応えた。この時、落合に乗っ取られていたことから読み取ったその思惑「落合は今でも変わらず人類の存続を望んでいる」だが「それはシドニアを救う事ではない。自分自身が究極の生命体となってこの宇宙で永遠に生き続けることこそが、人類という種族全体の救済になると本気で信じている」旨を伝えた。岐神班として防衛隊の主戦力として戦い、シュガフ船の主本体を破壊しシドニア防衛に成功する。そして大破したシドニア修復の指揮を執る事になった。
のちに新シドニアの衛人隊の隊員となって、稲太郎と共に新たな旅に出る。
原作者・弐瓶勉によると「海苔夫、海蘊という名前にはシドニアでは失われた海藻を栽培する技術への憧憬が込められたもので、決してギャグではない」とのこと。

#### 仄シリーズ
人工羊水と圧縮知育で急速に成長させた、クローン人間の姉妹。全員が衛人操縦士訓練生。見かけ上の年齢や知能は他の訓練生と同程度だが、実年齢は5歳ぐらい。クローンであるために全員が同じ容姿をしており、他人には区別がつかない。遺伝子改造もされているらしく、非常に高い身体能力を持っている。当初は11人姉妹であったが、後に11人が追加された。好きな食べ物はオムライス。クローン人間ならではの息を合わせた連携攻撃を得意とし、仄班としてチームを組む事も多い。
原作最終回では、姉妹（さらに人数が増えている模様）は惑星セブンに残る者と新シドニアで新たな旅に出る者に別れる。
アニメ・CDドラマでは全員の声を喜多村英梨が担当し、それぞれ僅かに変化をつけて演じている。アニメ公式サイトでは「仄 姉妹」と表記されている。
仄 焔（ほのか えん）
衛人操縦士訓練生。仄姉妹の長女。姉妹の中でも気が強い。訓練成績も一番優秀であり、衛人仮象訓練にて岐神、星白に次ぐ3位。長道らと同時にいち早く正規操縦士に任命された。機体番号は「703」（訓練生時はTS焔-203）。
まだ船内に不慣れな長道が不用意に女子光合成室へ入り込んだ際に裸を見られ、顔面に肘を打ち込んで鼻を折り失神させたことがある。連結型ガウナの討伐戦で重傷を負うが、後に回復。その直後、またもお見舞いに来た長道に裸を見られ、ドアごと蹴りつけ失神させたことがある。本人も謝りたいと思っているが、なかなかうまくいかない。水城でも姉妹で光合成していたところ、励まそうと訪問した長道に過失で裸を見られ、袋叩きにしたことがある。
仄 煉（ほのか れん）
衛人操縦士訓練生。焔の負傷による戦線離脱後に正規操縦士に任命された。機体番号は「706」（訓練生時はTS煉-206）。
仄姉妹の中では長道に対して好意的に接する人物で、戦闘中もお互いに庇いあうシーンなどが最も多く描かれている。長道と焔の間を取りなそうとするが、焔が逃げてしまったり、つむぎを心配していた谷風にふられてしまうなど、なかなか縁をとりなす事が出来ない。
かなたが引き起こした触手お化け事件で、帰りたがる焔を無理やり引き連れて谷風の家の中を捜索する怖いもの知らずの性格でもある。ちなみに捜索中にヒ山の家を壊してしまい修理する事になるのだが、途中でヒ山の愚痴を言ってしまい野生の洗礼を受けた。
アニメでは衛人仮象訓練5位の成績。
仄 烽（ほのか ほう）
衛人操縦士訓練生。煉と共に正規操縦士に任命された。機体番号は「705」（訓練生時はTS烽-205）。
自由浮遊ガス惑星を破壊した際に出現した紅天蛾と交戦。煉と連携攻撃をかけるがこれをかわされてしまい、敵を見失ったところを後方から反撃され墜落、戦死した。
アニメでは炉に代わり、衛人仮象訓練4位の成績。
仄 炉（ほのか ろ）
衛人操縦士訓練生。衛人仮象訓練では4位の成績。
後に正規操縦士になったらしく、オカリナ攻略戦に参加している姿が見られる。
アニメでは連結型ガウナ討伐戦後、煉らと共に正規操縦士に任命され、小惑星に突入し帰還した。機体番号は「707」。
仄 燿（ほのか よう）
アニメで新しく判明した仄シリーズの一人。
アニメでは連結型ガウナ討伐戦後、煉らと共に正規操縦士に任命され、小惑星に突入し帰還した。機体番号は「708」。
初出時は名前が耀となっていたが、後に発表されたドラマCDのキャスティングでミスだったことが判明。
仄 炒（ほのか しょう）
22番目の姉妹。衛人操縦士。姉妹の中でも優秀と言われていたが実戦においては情緒不安定な面を見せ、初陣でシュガフ船に取り込まれた。エナで再現された炒は他覚的にはガウナの特徴を有していたが、人格は本人そのものであったためシュガフ船を脱出し水城への帰還を試みていた。しかし同様に再現された衛人を目の当たりにし、自身がガウナになってしまった事を知り絶望する。水城はこれを敵と認識し、焔によって撃破された。
仄 燧（ほのか すい)
小説「きっとありふれた恋」ヒロイン
仄シリーズ後期ロット十一人の一人。衛人操縦士訓練生。
衛人操縦の上達に心血を注いでいるにもかかわらず、衛人仮象訓練の成績が姉妹の中で最下位であることに強いコンプレックスを抱いている。姉妹たちを上回るため、東亜重工整備士の金打ヨシを脅迫し、自分の搭乗する一八式衛人を不正改造させた。
仄 爆（ばく）/煌（こう）/燈（とう）/燠（おう）/燎（りょう）/煽（せん）/燻（くん）/燐（りん）/炯（けい）/燃（ねん）/燥（そう）/燭（しょく）/熾（し）/烙（らく）/燗（かん）
コミックス13巻特装版付録ドラマCDのキャスティングで名前が判明した仄シリーズ残りの15人。声優は他の仄シリーズ同様、全員喜多村英梨が担当。
原作では衛人仮象訓練の3から12位までを仄シリーズが占めていた（13位以下は不明）。
アニメ映画「あいつむぐほし」では炒と燧とともに、姉たちに比べて幼い姿で登場。大シュガフ船との最終決戦に参加するために、誕生予定を早められたことが語られる。

#### 赤井班
模擬戦において上位を独占しシドニア最強と呼ばれたチームであったが、ガウナ討伐戦では敵の攻撃によって各操縦士の連携が全くとれなくなり、初陣で敢えなく全滅した。原作では、搭乗機はそれぞれのパーソナルカラーに塗装されている。
赤井 持国（あかい もちくに）
声 - 斉藤壮馬
衛人操縦士。討伐隊のリーダー。パーソナルカラーはレッド、機体番号は「001」。
衛人による模擬戦「重力杯」13連覇および最年少記録保持の実力者である。ちなみに13連覇を達成した大会での三回戦の相手は岐神であり、岐神はこれに敗れたことで最年少記録更新の可能性を絶たれた。
ガウナ討伐を控えて長道とイザナを「ラピュタ」での食事会に招待するなど、気さくな人物。一時の休息を得た翌日の戦闘でガウナに捕獲され戦死した。
アニメ版ではガウナに捕まった百瀬を助けた瞬間に死亡する描写が追加されている。
百瀬 日向（ももせ ひなた）
声 - 五十嵐裕美
衛人操縦士。討伐隊のメンバーで唯一の女性。パーソナルカラーはピンク、機体番号は「002」。
赤井とは恋人同士。赤井がガウナに捕獲された姿を見て錯乱し単独でガウナに攻撃を仕掛けるが、反撃され墜落。緑川の救助も叶わず、シドニアに衝突して爆発、戦死した。
アニメ版においては死亡した瞬間は描写されていないが、後に心肺停止となったことで死亡が判明する。
青木 柏手（あおき かしわで）
声 - 松本忍
衛人操縦士。討伐隊のメンバー。パーソナルカラーはブルー、機体番号は「003」。
緑川と連携してカビザシによる攻撃を試みるが、胞手に両断され戦死した。
名前の読みはアニメ第3話のTV放映版では「ハクシュ」となっていたが、Blu-ray版では「カシワデ」に修正された。
緑川 出雲（みどりかわ いずも）
声 - 鈴木裕斗
衛人操縦士。討伐隊のメンバーで纈の兄。パーソナルカラーはグリーン、機体番号は「004」。
衛人の模擬戦闘におけるヘイグス粒子砲の撃ち合いにかけては随一の腕前だったらしい。ヘイグス粒子砲でガウナ本体の露出に成功したが、カビザシを持つ青木が既に撃破されてしまっていたため止めを刺せなかった。墜落する百瀬を救助しようとして、ガウナの攻撃を受け戦死した。

#### サマリ班
赤井班に次ぐ実力を持つ班。紅天蛾登場の頃から登場する。アニメでは機体にピンク色のラインが描かれている。
サマリ・イッタン
声 - 田中敦子
衛人操縦士。サマリ班のリーダー。機体番号は「005」。
男勝りの女丈夫で、男性操縦士の間で人気が高いが、当人には全くその気がない。「戦闘でアシストを3回成功させるとサマリと二人きりで光合成する権利を得られる」という噂が一部で広まっており、実現に燃える操縦士もいる。本人は事実無根と否定しているが、噂を信じたい操縦士達にはあまり効果がない様子。巨乳の持ち主で、しばしば弦打にからかわれる。光合成の噂の元は勢威。
ガウナとの激戦でリーダーとしての自信を無くしていた時、長道に慰められつい気をよくして「光合成したくなった」と告白したが、その時に長道は既に酔って寝てしまっていたため、結局無駄に終わってしまった。
祖母も一六式が配備されていた時代に衛人操縦士だった模様。
惑星セブンに入植する。
弦打 攻市（つるうち こういち）
声 - 鳥海浩輔
衛人操縦士。サマリ班に所属。機体番号は「007」。
お調子者で軽口を叩くことが多く、サマリ、つむぎ、佐々木らに対し下品な冗談を飛ばしては、その都度手痛いしっぺ返しを食らっている。事あるごとに説明調の台詞を担当する。
普段の様子とは違い戦闘時には冷静かつ大胆な行動が多く、サマリが出撃できないときには班長を務めたり、優れた射撃の技量を発揮したり、水城出港後の戦闘では一九式による（谷風・つむぎを除いて）最多撃破数を誇るなど実力は相当なもので、後輩の操縦士から指導を請われるほどである。しかし女子からの人気は今ひとつで、第1回水城乗員人気投票の男性部門においては46位という結果だった。
アニメでは重力杯で青木に敗北するシーンがある。また、土浪（弟）に代わってヘイグス粒子砲の名手という設定を持ち、小惑星との戦闘後ではヘイグス粒子残量が最も少なかった。
BD版ディレクターズカットでは小惑星突入後、主本体破壊の橋頭堡を確保する為に全ヘイグス粒子を使って突破口を開く。そして動力を失った弦打の衛人を勢威とサマリによって小惑星から連れ出され、谷風と合流して脱出し、小惑星攻撃作戦の最大の功績者となる。
小説では、シドニア屈指のエースパイロットとして、一般市民からは畏敬の念を抱かれている様子が描かれる。無数のガウナに立ち向かい、生命を脅かされた人々の救助に危険を顧みずに赴くなど、名声に違わない活躍をする。
大シュガフ船総攻撃において落合（融合個体二号）を捕縛し、落合と共に重質量砲の直撃を受け重体となる。治療を受けたのちも意識不明のままだったが、サマリの見舞いにより回復する。念願のサマリとの光合成を叶えたかは物語中触れられなかった。惑星セブンに入植。
土浪（となみ）
声 - 下山吉光
衛人操縦士。サマリ班に所属。機体番号は「006」。
先に戦死した緑川に次ぐ砲撃戦の名手を自負するが、カビザシ回収任務の際に出現したガウナ(ガ492)に放ったヘイグス粒子砲を跳ね返され命中、戦死した。
アニメでは台詞や出番の殆どが弦打に振り替えられている。名前にも触れられておらず、クレジットタイトルでは「サマリ班操縦士」と表記されている。
兄もサマリ班であったが、長道がサマリ班に配属された際にサマリ班から外されている。弟の死後、戦線に復帰。

#### 他の衛人操縦士
勢威 一郎（せいい いちろう）
声 - 坪井智浩
当初は司令補佐だったが、後に操縦士として戦闘に参加する。

山野 栄子（やまの えいこ）
声 - 森なな子
衛人操縦士訓練生。努力を重ね訓練生に選抜されたことから、特殊な条件（中性である等）で訓練生になった長道やイザナに反感を持っている。掌位のジンクス払拭のためにイザナが提案した握手を拒否した。機体番号はTS山-290。
氷塊採掘任務において、100年振りに出現したガウナに捕食され戦死。アニメ版では仄たちに「地底人」の見学に誘われるなどのオリジナルシーンや、捕食される際に泣き叫んで助けを求める演出が追加されている。
エナ山野栄子
設定のみ登場した。握手を拒否した事を後悔している。
山野 稲汰朗（やまの とうたろう）
声 - 内田雄馬
山野栄子の弟。姉が戦死したころはまだ子供だった。姉にあこがれていたが、ガウナが姉の姿を模したためにからかわれ、つらい幼少期を過ごす。のちに姉の仇を討つため衛人操縦士訓練生となり、復帰した岐神の同期となる。
大シュガフ船総攻撃作戦中に小シュガフ船6隻の総反撃に際し、岐神班に入りシドニア防衛にあたる。シドニアが連結型シュガフ船を粉砕した後、岐神と共に主本体破壊に向かい、見事主本体を破壊してとどめを刺し、姉の仇を討ち取った。
なお彼の存在とセリフから、長道の初陣からレム恒星系での二零式初出撃までの間に数年が経過している事が判明した。
春日 亮平（かすが りょうへい）
春日班のリーダー。機体番号738。
長道に対して気さくに接する男で、漫画版では戦闘中負傷した長道の救出を試みている。アニメ版では星白らが戦死した連結型ガウナ戦後に仄煉や烽などと共に補充要員として正規操縦士に昇格している。
間 薫（はざま かおる）
間班のリーダー。機体番号751。
ソバカスと外ハネした金髪が特徴。いつも春日と一緒に行動しているが、単行本収録の4コマ漫画では普段は春日に敬語を使っている。イザナ以外で初めて登場したキュロット着用者で、足にはいているのもイザナと同じくオーバーニッソクスと女子用ロングブーツであることから、「中性」であると思われる。アニメ版では春日と同時に正規操縦士に昇格。
右田（みぎた）
右田班のリーダー。機体番号は「164」。
直接ストーリーに関わることはないが、度々戦闘に参加し、サマリや谷風と共闘する。
サマリとの光合成を狙う一人。
浜形 浬（はまがた かいり）
声 - 上村祐翔
男性の新人操縦士。成績は優秀だが、当初は自信過剰で、長道にトゲのある態度をとっていた。しかし、自らの独断専行により端根の危機を招き、長道の活躍により事無きを得る。これにより反省し、長道に対し謙虚に感謝を示した。
端根 色葉（はしね いろは）
声 - 水瀬いのり
女性の新人操縦士。真面目な性格で、慢心しがちな浜形をよくたしなめている。
浜形の暴走に巻き込まれ、操縦殻をガウナに捕獲されるも長道により救出される。ガウナに捕獲された状態でも啖呵を切るだけの度量を持つ。
半間 乙希（なかま いつき）
声 - 岡咲美保
女性の新人操縦士。

### 融合個体
融合個体兵器
第四次奇居子防衛戦に投入された最初の融合個体。当初と加筆後では設定が若干異なる。
初期の設定では、ガウナ戦にて落合（オリジナル）が独断で起動させて暴走し、全てのカビザシを船外に投棄して破壊活動を行ってしまう。この時に侵入したガウナによってシドニアは滅亡の危機に瀕する。落合曰くまだ子供であったらしいが、最終的にヒロキが本体を破壊して機能停止、回収した融合個体は厳重保管され、後に人工カビを生産する為に不要な器官を除去した植物状態で利用される。この暴走事故から落合（岐神）は、新たに融合個体を造る際に外部から意識を乗っ取れるようにしており、安全装置として戦闘時に操縦士を乗せるコックピットを設ける。
アニメ版の前日譚として書き下ろされた「第四次奇居子防衛戦」では、初めから落合（オリジナル）が搭乗する仕様であり、落合の意思でカビザシの投棄やシドニアへの攻撃を行う。しかし、ガウナの出現で暴走して制御不能となり、ヒ山班に拘束される。以降のストーリではこの展開が採用されている。
その他、つむぎの製造前にも操作実験や人工カビ生産用の不完全な個体がエナ星白を利用して造られている。
白羽衣 つむぎ（しらうい つむぎ）
声 - 洲崎綾
エナ星白の卵子と人工の精子を用いて作った受精卵を、エナ星白の子宮に着床させて出産させることで造り出した融合個体。巨大な人型の躯体とコミュニケーション用の「胞手」で活動する。
落合（岐神）がユレの協力の元に完成させた唯一の実戦に堪える融合個体であり、対ガウナ戦で目覚ましい活躍を見せる。素顔はエナで形成したマスクで覆われている。また心臓に当たる本体を持っており、ここが唯一の弱点である。ガウナに有効な攻撃手段を複数備えるが、人工カビであるか等の詳細は不明である（爪に人工カビが含まれていることは落合の発言で明かされている）。
初陣で敵と勘違いした衛人に攻撃された（原作では移民船由来の船型ガウナに拘束される）際、味方であることにいち早く気付いて救助した長道を慕うようになる。更に長道を介してイザナや纈とも親密な関係を築いたことで幼い精神を安定させる。戦闘時には落合かトクシーヌ（海蘊）が操縦士として搭乗していたが、精神的な成長と共に搭乗者無しの独立行動が許可される。
性格は温和で礼儀正しく、静かに怒るタイプである。長道を異性として意識しており、女性的な仕草が所々で見られる。声色はイザナが間違うほど星白と似ており、口調は丁寧で大人びている。一方で子供じみた面もあり、楽しい、嬉しい時には「わはーい」と表現し、寂しい時にはシドニア居住区に張り巡らされた古い配管に胞手を潜らせて長道らに強引に会いに来たこともある。それを考慮した長道は、つむぎが訪れやすいように旧管が入り組んでいる外周壁の物件にイザナと引っ越した。人間の「おいしい」という感覚が分からないため、長道に作った炊き込みご飯の評価は惨憺たるものだったが、イザナや纈と協力する（味見してもらう）場合は上手く作ることができ、特製のオムライスは仄姉妹に好評であった。また、胞手を変形する能力を持っており、長道が星白閑を救えなかったことを後悔する様子に、無断で持ち出したイザナの制服で星白に成りすまして慰めようとした（結局は失敗して長道を怒らせてしまう）。かなたが居住区配管に出没した「触手おばけ騒動」では、長道の家に乗り込んできた仄姉妹を追い返すために自ら巨大な食用昆虫に変身してみせた。趣味は読書・入浴・トランプゲーム。好奇心が強く、特にきのこ好きできのこ図鑑・きのこトランプ・きのこ柄のカーテンなどを所持している。また猫などの動物にも愛着を示し、科戸瀬家の猫とは一緒に寝るほど仲良しである。
その姿から多くの船員が反感を覚えたが、次第に警戒心や恐怖感は緩和され、仲間として頼られる存在になっていく。人前にも基地施設内であれば自由に出ることを許可され、重体となった時には多数の励ましが届いた。秘密にしていたつもりの谷風家への居候も軍内部では新人操縦士にすら知られていた。
大シュガフ船総攻撃では、第二艦隊に配属されて恒星レムへ向かうも、途中でガウナの猛攻を受けて重力子放射線射出装置が爆発、艦隊諸共消息不明となった際に辛うじて一隻と僅かな搭乗員を身を挺して守り、その場で手の施しようがない重傷を負う。救援に駆けつけた長道に「もう離ればなれはいや」と訴え、抱えられて共に最前線の第一艦隊に向かう。培養槽で治療を受ける中、落合（融合個体）を撃破して転換機構を取り戻した長道が恒星レムの灼熱で絶命すると知り、強引に発艦してレムに突入、却衛の装甲に生じた隙間を全身のエナで塞いで長道を庇い、自分は溶融しながら「生まれてこれてよかった」と言い残して蒸発する。
落合の人格転写法を解明したユレが却衛に付着していたつむぎのエナから採取したシドニア血線虫をエナ星白に融合させることで、ついに長道と出会って以来ずっと望んでいた人間の姿を手に入れて復活する。その後、長道と結婚して授かった長閑と共に惑星セブンへ入植、瞳がオッドアイになり、胸が縮んで全体的に細身になるなど容姿が変化する。星白の人格や記憶も残っているようだが曖昧でよく分からないとのこと。
つむぎの胞手は前述のように人間とのコミュニケーションの際に使用され、様々な感情表現が可能である。胞手先端には人間の眼にあたる部分が1つだけ存在し、これが動くことで表情を生み出している。悲しい時にはここから涙を流すこともある。また胞手から常時2本出ている触手を人の腕のように用いる。触手を複数出すこともでき、本人曰くこれによって触れた相手の特徴を正確に計測する機能を果たすようである。テルルから外見を「恥部そのもの」と揶揄され、先端にワンピース風の衣服を着ていたこともある。アニメ版では動作にビニールが擦れたような「キュッ」という音が付く。アニメ製作担当のポリゴン・ピクチュアズでは「白羽衣つむぎ（小）」「小つむぎ」などと呼称している。
かなた
声 - 子安武人
つむぎに続いて落合（岐神）とユレが造り出した個体。「融合個体二号」とも呼ばれる。
右眼窩には落合の研究していた重力子放射線射出装置が埋め込まれている。通常、融合個体の本体は殻を持たないが、かなたの本体はカビという弱点を克服した超構造体殻で覆われている。この事を落合は、融合個体が超構造体を生成できないかのように偽り、ユレにも秘匿した。
一人称は「僕」で、性格は初期のつむぎと比べても自制心が弱く、新しい一挙一動に驚いてショックを受けるとパニックを起してしまうなど幼い。これは落合の本当の目的が究極の生命を創造して転生することにある為、つむぎのような情操教育を度外視して自我を抑圧していたせいである。胞手で徘徊する際は、なぜか女子シャワー室に出没する。
体の完成と同時期にシドニアの外殻で成長していたガウナの存在に気付いて友達を求めて胞手を伸ばし、自身の母体であるエナ星白を見つけて暴走を起こす。ユレの呼び掛けや外部制御を全く受け付けなくなり、射出装置を露出、発射してシドニア外壁ごとガウナを消滅させ、その射線上にあった惑星ナインの衛星も半壊させる。その後、頭を制御杭で打ち抜かれて凍結封印され、東亜重工の機械式射出装置の完成に伴って解体が決定されるが、直前に落合の計略によって封印を解かれて再び暴走の危機に瀕する。同じ融合個体であるつむぎの語り掛けで落ち着きを取り戻すも、かなたを危険と判断した小林の命令で機械式射出装置によって本体を破壊される。しかし落合は自己の人格を宿した予備の本体を用意していた為、落合が転生を果たした融合個体を誕生させる結果となり、かなたの人格がどうなったかを問い詰めるつむぎに無言で応える。

### シドニアのスタッフ
小林（こばやし）
声 - 大原さやか
第二十八代シドニア艦長の女性。シドニア軍総司令でもあり、戦闘時には総指揮を執る。不死の船員会と呼ばれる最上位船員の一員であり、設立時のメンバーでもある。約700年ほど生きている。
冷静沈着で的確な判断力を備え、シドニアの存続を常に最優先とし冷徹な処置をとることにも躊躇しない。一般船員の前では能面のようなマスクを着け素顔を隠しているが、長道など一部の面々には素顔で接している。船内移動時には、同様のマスクを着け黒いスーツを着た護衛を従えている。人類が存続するためにはガウナを撃滅せねばならないとの強い信念を持つ。
冷徹公平な判断の裏で、一人の人間として罪悪感や迷いも持っているが（マスクにはそんな表情を他人に見せない意味もあった）、最悪の結末を避けてシドニアを存続させるために割り切っており、考えが凝り固まってしまっている。しかし、長道達新世代のあり方を見ていく内に、その考えが過去のヒロキ・落合との確執に繋がったのだと思うに至り、自身が妥協する判断を下す事も増えてきている。シュガフ船の攻撃でシドニアが大破して多くの船員たちが負傷したとき、マスクを捨て素顔で自ずから介護にあたっていた。そして迷いを断ち切り、前線で戦う長道達に命運を預けおだやかな表情をしている事をヒ山に見られ、数世紀ぶりだと驚かれる。
唯一の楽しみは一般船員に紛れることで、保健室医や宿屋（重力館）の女将の姿で登場することもあるが、いずれも素顔を知られている長道には一目で正体を見抜かれてしまう。（原作では長道らが重力館を訪れた際に、浴衣姿の落合（クローン）が女将は小林の変装であることを長道に説明している。）医師に扮して勢威の悩みを聞いたが、その性癖に懲りたのか二度としていないようである。また密かに歌手としても活動しており、居住区で地球があった時代の歌を披露した事もある。
かつてヒロキに憧れて操縦士訓練生になった頃は、おかっぱで眼鏡を使用していた少女であった。
後に惑星セブンに入植し、地上から新シドニアの出航を見届ける。
緑川 纈（みどりかわ ゆはた）
声 - 金元寿子
シドニア軍の司令補。元は衛人操縦士訓練生。長道らの正規操縦士任命と期を同じくして、第628期訓練生に途中編入された（編入にあたり長かった髪を切りボブカットにした）。訓練生時の機体番号はTS緑-256。アニメ版でのプロフィールは、シドニア出航紀元995年12月生まれ、身長160cm、体重40kgとなっている。
赤井班の緑川出雲の妹。戦死した兄の仇を討ってくれた長道に並々ならぬ興味を抱き、露骨なまでの好意と大胆な行動でアプローチするが、空回りに終わることが多い。長道と親しいイザナをライバル視しており当初はわざとらしく「君」付けで呼んでいたが、女性化が判明してからは「さん」付けで呼ぶようになった。第1回水城乗員人気投票の女性部門においては4位。
兄に代わって衛人操縦士になりたいとの強い願望を抱いていたが、過去に例のない適性の高さにより勢威の推薦で操縦士訓練生から彼の後任の司令補に抜擢される。まだ若年でありながら、艦長の下で対ガウナ戦の指揮を執ることになり、往々にして厳しい選択を迫られる。その任務柄ガウナの位置がいつも気になるため、女子力の低下と引き換えに特注のレーダー画面付きの携帯端末を使用している。
司令補だけに高い権限を持ち、並の船員では居住できない外周壁にある長道の家に押しかけ強引に住み着く。プラモデルの製作が趣味で、部屋には箱が山積みになっており、新作の発売日にはシフト終了後模型専門店に直行する。また長道の前では家庭的な一面を見せ、イザナ宅に勝手に上がり込んで食事の準備をしていたことがあり、さらに谷風宅に居候するようになってからもエプロン姿で登場する。（ちなみにアンコウ鍋が得意料理である。）
のちに艦長から落合（融合個体二号）撃退の功を認められ、正式に副司令に任じられる。そして大シュガフ船総攻撃のため、第一艦隊を率いて恒星レムに向かった。作戦なかば、小シュガフ船29隻という強力なガウナ側の戦力と、落合（融合個体二号）の挟撃という危機に晒されていた。しかし、機転を利かし丹波によって重力子放射線射出装置を新型推進機関に改造、小シュガフ船の船団からは脱出したが、そこには落合（融合個体二号）が待ち受けていた。
原作では亡き兄の祭壇ですれ違ったのが長道との初対面だったが、アニメ版では機密扱いだった長道の初陣データを盗み見て彼に強い興味を抱き赤井班が全滅する前からしつこく追い回しており、原作よりも早期（自由浮遊ガス惑星破壊の頃から）に司令補としてブリッジ勤務になっている。髪型も初登場時からボブカット（原作はロング）で、制服のタイツの色が他の女性と違い濃緑である。さらに製作上のミスにより原作では巨乳でないにも関わらずキャラクターモデルが巨乳としてデザインされており、女性化したイザナが自身よりも巨乳になった事に纈が驚愕するというシーンでの整合性を図るため、「女子士官用胸部衝撃保護帯」なる分厚いプロテクターを胸部に装着していたために制服を着た状態では巨乳に見えていたというフォローがなされた。一方、原作ではメイド服やキャミソールなど派手な衣装を身につけていることがある。
不意にイザナの手を握りしめるという意味深な行動が当初よりみられたが、後にサイボーグ化して男性となりイザナと交際するようになる。新シドニアの司令に就任し新天地を目指して旅に出る。
ヒ山 ララァ（ひやま ララァ）
声 - 新井里美
衛人操縦士や訓練生が暮らす寮の寮母。人語を話す二足歩行の熊の姿で、服を着て人間と同様の生活をしている。実は熊の毛皮は生命維持装置で、中に本当の体が入っている。過去の戦闘で脳にエナが癒着してしまい、生命維持装置から出ると死んでしまう。単行本には人間の姿がイラストで載っている（第6巻136ページ）。これにより不死の船員会設立以前からの不死者の一人。
カビ発見当時の負傷で失った右腕に機械式の義手を着けている。普段は温厚な性格で、訓練生・操縦士たちの身の回りの世話をしている。下の名前で呼ばれることを極端に嫌がっており、「ララァ」と呼ばれると「野生が剥き出しになる」（激怒する）。
元は衛人操縦士としてヒロキや小林とともに戦闘に参加しており、不死の船員会の一員であった。後にヒロキが長道を連れて旧転換炉管へ逃亡した際にはそれを手助けしたためか、船員会への発言権を奪われてしまったようである。長道の素性を知る数少ない人物であり、ヒロキの姿と重なるあまり長道には特に優しく接している。小林との付き合いは以前より減っているものの時に意見を交わすことがある。離反した落合のことも気にかけており、復活を知った際は戦闘区域にもかかわらず、身一つで説得に向かった。
基本的に戦闘へ参加はしないが、ヘイグス機関の使えないテルルの救出作戦では、既に操縦できる人間がいなくなった一五式衛人を操りこれを支援した。
勢威 一郎（せいい いちろう）
声 - 坪井智浩
物語当初は司令補佐であり、シドニアの司令室より衛人隊の指揮を執っていた。
後に人手不足の操縦士を補うため適性のある纈を司令補に推薦、自身は操縦士として戦闘に参加する。機体番号は「026」。操縦士の中で唯一フルフェイスタイプのヘルメットを着用する（アニメ版では他の操縦士と同型のヘルメット）。第1回水城乗員人気投票の男性部門においては2位にランクインしている。
件のサマリに関する噂を流した張本人。どうやら士気を高めるため本人に無断でデマを流したようである。長道の戦いからヘイグス干渉爆発を用いた戦法を考案した。大シュガフ船撃破後、惑星セブンに入植する。
BD特典ドラマCDでは、かなりのマゾ性癖がある事が判明。医師に扮した小林に罵倒してもらうことを請うなど、噂を流した件も含めて表向きは人格者であるが、本音はやや問題がある模様。自らの教え子の指揮の下、自分を死地に送り込む事に幸福を感じている様である。
アニメ版では配置転換で操縦士になる時期が原作より早いため、一部のセリフは纈に振り替えられている。
落合（おちあい）
声 - 子安武人
特殊な事情の人物であり、作中では複数の落合が存在している。
落合（オリジナル）
ガウナ研究を進めていた優秀な科学者。
6世紀前に小林達と共に衛人隊の指揮をして、カビを発見したことで不死の船員会の一員となった。マッドサイエンティスト的な面もあるが、離反するまで多くの人々を救っており、慕われていた。ヒ山の生命維持装置（熊）も彼の手によるもの。かつて母が命がけでまもったシドニアとシドニアの人々を守る事を生きがいとしていた。また、身体改造主義者であるため、眼球を始めとする身体各所を機械式にしており、ヘルメットなしでも宇宙空間に出ることが出来る。その機械具合は長年改造を繰り返してきた結果、落合自身が元の顔を忘れてしまうほどである。頭はモヒカン刈りにしている。
100年前の「第四次奇居子防衛戦」末期に独断で起動した融合個体が暴走、カビザシを宇宙に投棄した結果、シドニアにガウナの侵入を許し大惨事を引き起こす。さらにシドニアのライブラリを「補助脳」と呼ばれる記憶装置に複製した後に消去した。最終的に生け捕りにされ、記憶を消した脳が落合自身のクローンに移植された。
加筆された「第四次奇居子防衛戦」では、ガウナに共感している面が強くなり、カビを廃棄し共存できる可能性を模索する事を主張。ガウナ研究が封印されると、カビザシを全て放棄し（カビにひきつけられている事を証明したかった模様）、自ら融合個体に搭乗してシドニアに攻撃を仕掛けた。
落合（クローン）
艦長の側近。
役職は不明だが、調査や監視活動などもこなしている。艦長の護衛と同様に黒いスーツを着ているが、マスクは着けていない。長道の身元引受人となった艦長の代理として長道の面倒を見ており、空腹に苦しむ長道に山菜おこわを奢ったりもした。また、整った顔立ちをしており、水城艦内で行われた「第1回水城乗員人気投票」では女性からの人気1位となっている。同性からも誘いを受ける事があるが、そちらの趣味はないので断っている。不死の船員会のメンバーを殺害する際に掌から弾丸のような物を発射している他、シドニア艦橋にいた落合の手駒をやはり掌からスタン弾を発射して無力化している（アニメ版ではグローブ形の銃器を装着している描写がある）。
その正体はオリジナルの脳を記憶を消去した上で移植されたクローン。「補助脳」から情報を引き出すには落合の生身の脳が必要なため、「降ろしの儀」の鍵となる人物である。脳はオリジナルだが記憶と共に人格や科学者としての資質はリセットされ、落合（オリジナル）とは完全に別人となっている。ただ、海蘊（トクシーヌ）によれば、私的な場面で見せる性格はオリジナルそっくりとの事で、小林が負傷した際も即座に実行犯を無力化、纈へ指揮継続を指示するなど、依然高い判断力と行動力を持つ。小林に付き従いセブンに留まる。
落合（補助脳）
補助脳内に記録されている落合。
「降ろしの儀」の際にのみ、クローンに憑依する形で表れる。オリジナルと同じ人格を持っており、小林に許しを乞う。落合（岐神）により補助脳から全てのデータが回収された後、物語の最後まで、この人格の行方は不明である。
落合（岐神 海苔夫）
オリジナルのコピー（いつ時点のコピーであるかは不明）であり、研究室に侵入した海苔夫を「シドニア血線虫」で乗っ取った落合。
周囲の人間は乗っ取られていることを知らないため、海苔夫として接しており、海苔夫の立場を利用して、岐神開発を拠点とした新たな融合個体の開発を行っている。なお、岐神の父は原因は不明だが急逝している。つむぎ開発後、しばらくはその安全装置兼操縦士として搭乗していたが、オカリナ戦以降は操縦士を海蘊に譲り、研究職に戻ってかなた開発を行う。同時に「シドニア血線虫」を使用して、手駒を増やしていた。かなたの暴走により重傷を負い、意識不明の重体となる。過去に融合個体を撃破し自分を捕縛したヒロキのクローンである長道のことは苦手な模様。オリジナルの脳を持つ落合（クローン）に関しては、既に未練もなく放置している。
ドラマCDでは、ギャグパートを担当。慣れない若社長として得意先からいびられたり、シドニア血線虫を持ち歩いていつでも支配できると優越感に浸ったり、うっかりヒ山の本名を呼んでしまい（あまりにも自然に呼んだので一瞬ヒ山もスルーした）野生の脅威に晒されたり、落合（クローン）を男前と自画自賛してみたり、ユレの天然トークと小林の対話不能演説にウンザリしたりしながら、海蘊（トクシーヌ）にツッコミを入れられている。
落合（融合個体二号）
岐神の肉体を経て融合個体二号の予備本体にコピーされた落合の人格、そのため落合（岐神 海苔夫）からの記憶は完全に継続していて人格もその延長線上である。落合の600年にわたる夢である融合個体への人格転送、そして種という概念から外れる念願を達成した姿。さらに重力子放射線射出装置という現状最強の攻撃力を備え、射出装置以外に破壊する手段の存在しない高純度の超構造体の鎧で全身を覆っている。シドニアの完全破壊をもくろむが、纈の機転でシドニアごしに未完成の重力子放射線射出装置の攻撃を受け逃走、惑星エイトで体を修復していた。
大シュガフ船総攻撃のさなか、半壊してしまった重力子放射線射出装置を新型推進機関に改造して、第1艦隊へと向かう。第1艦隊は小シュガフ船29隻の船団と遭遇する前に脱出して、恒星レムにたどり着いたが、落合（融合個体二号）は先回りして艦隊への攻撃を開始した。強力なヘイグス粒子砲によって圧倒的火力を有していたが、操縦士としての技能が未熟である事を見抜かれて衛人隊の追撃を受け、仄姉妹の連携攻撃により唯一の弱点、ヘイグス粒子砲射出口を打ち抜かれた所を捕獲され、水城の重質量砲直撃を受け再びエナとヘイグス粒子を損ない、逃走。半自律式転換機構からヘイグス粒子を回収しようとしていた所転換機構に取り付いたガウナと遭遇した。落合はガウナと転換機構を取り込み、重力子放射線射出装置を完成。谷風と一騎討ちとなる。恒星レム中心核で行われた戦闘の果てに谷風が駆る却衛により撃破された。
この他にも、落合は機械人形等を使い、外生研や東亜重工、シドニア艦橋などに自分のコピーをシドニア血線虫で手駒として多数配していた模様。
斎藤 ヒロキ（さいとう ヒロキ）
声 - 小山力也
長道と共に暮らしていた男で、祖父を自称していた。第一話の時点で既に故人であり、長道によれば3年前に死亡している。シドニアの行政上は17年前に死亡扱いとなっていた。
その正体は7世紀前、カビ無しで実体弾だけでガウナを撃退することの出来る唯一のエースパイロットであり、あまりの優秀さにより人格・知識のコピーも検討された唯一の人物、シドニアのエースチームである斎藤班の班長（斎藤班は通常の4機一組ではなく24機からなる中隊となっている）。そして6世紀前、小林・落合・ヒ山と共に謎の構造物を探索中、ガウナの本体部分を貫通する「カビ」と遭遇、同時に人類初のガウナ討伐に成功し、不死の船員会の一員となる。100年前の「第四次奇居子防衛戦」でも多大な戦果を上げ、末期にシドニア内部に侵入したガウナを継衛で撃破した「撃墜王」の正体でもある。
防衛戦終結時に自身の換装用クローンを失うが、新たなクローンを作ることを拒み失踪。第一話より14年前に小林達が発見した時にはかなり老化が進行しており、小林の判断で脳移植のために、不死をはじめとした禁断の遺伝子改造を多数施したの特別製の換装用クローンが作られた。その事を知ったヒロキは、赤子の段階まで成長したクローンを奪って居住区外に逃亡する。その際に幼い長道を抱えながら複数の保安員を相手に圧倒するなど剣術にも長けていた。逃亡先でクローンに谷風長道と名づけて成長を見守り、自身の操縦士としての技術、心構えを伝授していった。最後は自らを超えた長道の成長を喜び、自分を戦いの道具として生かし続けてきた小林やシドニアのあり方に恨み言を言うこともなく、穏やかに息を引き取った。
不死の船員会の一員であることに加え逃亡事件を起こしたためか、シドニアを救った英雄でありながら公開されているプロフィールは偽造されており、一般には操縦士の一人としてしか認知されていない
鈴木（すずき）
声 - 高橋伸也
6世紀前に小林・落合・ヒ山と共に謎の構造物の調査を行うが、出現したガウナに捕食され命を落とした。小林と恋人同士だったと思わしき描写がある。

#### 外生研
正式名称は「外宇宙生命体研究所」。
科戸瀬 ユレ（しなとせ ユレ）
声 - 能登麻美子
外生研の所長を務める科学者であり、博士の敬称で呼ばれる。実年齢は100歳を超えるが20代半ばの肉体を維持する。「第四次奇居子防衛戦」後、416人まで激減した人口を100年で50万人に増やす計画を立案、食糧不足回避の為に新たな人類が光合成できるように遺伝子操作を実行する。更に落合の補助脳から安全にデータを取り出す方法を小林に提示し、その優秀さを高く評価されて不死の船員会の一員となる。
本来なら仮面を着ける立場にあるが、佐々木と同様に一般に紛れて普段から素顔で生活している。祖母を名乗るには若過ぎる点もイザナには「すごい長生き」とだけで済まされている。若い頃のファッションセンスはイザナに着用を拒まれるほど大胆なもので、かつては佐々木と露出の多い華美な服で遊び歩いていたらしい。谷風については当然熟知しており、イザナの理想相手とも考えているが、ヒロキに手荒にされた過去もあってか当たりがきつく、「頸椎に爆弾を仕込んである」と脅して重要文化財調査なる命令を下し、イザナとの千秋郷1泊旅行を強行させる。
落合（岐神）に「シドニア血線虫で支配せずに使いたい」と認められ、共に融合個体や超構造体、エナ製重力子放射線射出装置を造り出すが、かなたの暴走に限界を覚えて佐々木に機械式重力子放射線射出装置の開発を依頼する。
大シュガフ船総攻撃に赴く前のイザナに自分の素性を明かし、無事に戻って来ることを誓わせる。その後、惑星セブンに入植し、イザナが乗船する新シドニア出航を小林、佐々木らとビーチサイドで見送る。
田寛 ヌミ（たひろ ヌミ）
声 - 佐藤利奈
「外生研」の眼鏡を掛けた女性スタッフ。ガ491由来エナ標本（エナ星白）の調査を担当。気さくな人柄でサマリに並ぶ巨乳。無重力区画では接地歩行していても胸だけが浮き上がっている様子に長道とイザナを赤面させる。山野栄子と共に、同居家族が描写された数少ない人物。
エナ星白の視線の先がカビザシ保管庫であることを特定、ユレに報告する。落合（岐神）によってシドニア血線虫で脳を乗っ取られて無感情になり、計画を手伝わされる。融合個体かなたの暴走時には、落合（岐神）の命令で小型ガウナを放置していた責任をクローン落合に問われて身柄を拘束されそうになり、血線虫の意思で拳銃自殺を遂げる。

#### 東亜重工
佐々木（ささき）
声 - 本田貴子
東亜重工開発主任兼衛人整備士。
兵器開発全般にも携わっており、10年前から密かに東亜重工で一八式衛人後継機（後の一九式衛人）の開発を続けてきた。長道の出自を知らぬままその能力を評価しているが、歴史的価値のある継衛をボロボロにしたことで本人を懲らしめて以来恐れられている。（それ以降も事あるごとに長道に同様の行為を繰り返すが、そうした粗暴な振る舞いに対し谷風を想うつむぎは怒りをあらわにしていた。）
巨乳で、女性ながらかなりの長身である。ユレとは古くからの仲で、若い頃には一緒に派手な服を着て遊んでいた。長道が最上位船員会のメンバーに就任した際には、佐々木も一員であることが明らかとなった。普段から大型ソケットレンチを持ち歩き、怒らせるとレンチで首を締め上げたり殴ったりする。第1回水城乗員人気投票の女性部門においては5位にランクインしている。
のちに惑星セブンに入植する。
丹波 新輔（たんば しんすけ）
声 - 阪脩
職人気質の技術者。佐々木は昔の知人の孫に当たるらしい。
以前東亜重工で働いていた経験を持っていたため、10年前から佐々木と共に一八式の後継機となる衛人の開発を続けてきた。対ガウナ戦で活躍する長道を認めている。
落合（融合個体二号）が東亜重工の重力放射線射出装置を破壊しようとした時、命がけで未完成の射出装置の電源をシドニアに接続、すんでの所でシドニアの危機を回避した。
シヂミ
東亜重工社員。
高コスト実験機を初めての担当とする。長道がやむをえず機体を恒星レムに墜落させた際の反応に、同機への思い入れがうかがわれる。継衛改二のスペックや兵装も熟知しており、なんらかの関与があると思われる。大シュガフ船総攻撃作戦のさなか、ガウナの攻撃により第1攻撃艦隊が重力放射線射出装置の爆発によって爆散、行方不明となっていたが、つむぎにより命を救われ、重篤のつむぎの安否を心配している。
のちに新シドニアの技術主任として、新天地を求めて旅に出る。
金打ヨシ(かねうち・よし)
東亜重工整備士。小説オリジナルキャラクター
東亜重工に入社して間もない、中性の若者。丹波の下で一八式衛人の整備を担当しているものの、丹波には一人前扱いされておらず、ヨシ自身も衛人操縦士として宇宙を駆けたいという幼い頃からの夢をあきらめきれていない。一八式衛人の安全装置を解除し、機体性能を極限まで引き出す装置・拡張機能操作機を自作し、仮象訓練装置に持ち込んで不正に高得点を出そうとするが、その様子を仄シリーズの一人・仄燧(ほのか・すい)に目撃され、拡張機能操作機を脅し取られる。しかし自分の作ったものが他人に必要とされる気分はそう悪くはなく、やがて燧に進んで協力するようになる。

#### 岐神開発
岐神 海苔夫（くなと のりお）
長道らと同期の正規操縦士であり、岐神家の跡取り。落合に乗っ取られた後、岐神開発の代表取締役となる。

岐神 海蘊（くなと もずく）
声 - 佐倉綾音
岐神家の一員。海苔夫に仕えるために生まれた存在であり、海苔夫を様付けで呼んで実直に身辺の世話をする女性。
封印された落合の研究室に海苔夫と共に入り、小さな機械人形に殺害されるも「シドニア血線虫」に乗っ取られて落合（岐神）の側近・トクシーヌとして蘇る。シドニアへの敵対行為でサマリに撃墜されて重傷を負い、ユレによって培養槽での身体再生と同時に落合の「人格転写法」を調査される。その後、完全に再生して海蘊本来の人格と記憶も取り戻す。つむぎに搭乗して戦うという未知の体験を夢で見たことから衛人操縦士を志し、海苔夫と共に新シドニアで新たな旅に出る。
海蘊（トクシーヌ）
「シドニア血線虫」に乗っ取られた海蘊。落合（岐神）に引き続き仕えており、二人だけのときは「トクシーヌ」と呼ばれて落合の願望実現のために暗躍する。他のAI型シドニア血線虫に乗っ取られた人間は操り人形のように表情が無くなるが、彼女の場合は令嬢口調になって無駄な笑いを漏らし、谷風と親睦を深めようとするなど、むしろ個性が濃くなっている。
岐神開発では総務部に所属。オカリナ戦以降から独立行動が許可されるまでのつむぎの操縦士を務め、落合（岐神）が事故で昏睡状態となってからは定期メンテナンスも担当、つむぎに対して思いやりを持っている。融合個体かなたの解体を阻止するために一九式衛人を奪い、機械式重力子放射線射出装置を破壊しようとしてサマリに撃墜される。本体であるシドニア血線虫をユレに発見されるが、どう処理されたかは不明。
機械人形
岐神邸に封印された落合の研究室で複数並んでいたドール型ロボットのうち稼動した1体。人間の頭部ほどの全高で洋剣を装備する。研究室に侵入した海蘊の首を切り落とす機動性があり、海苔夫に落合のシドニア血線虫を植え付け、海蘊を蘇生して乗っ取ったトクシーヌが機械人形と似たように髪を切る傍で休止する。その後、ダクト内でかなたの解体決定を盗み聞きして驚きの表情を浮かべ、それを受けて海蘊（トクシーヌ）が破壊工作に出る。

### その他の人物
市ヶ谷 テルル（いちがや テルル）
声 - 田村ゆかり
非武装主義の人工生命研究者・市ヶ谷太郎により、人類が非生物になればガウナに襲われずに共存できるという考えから製造された完全機械式人工生命体。通常の外見は人間と大差なく、仄と同程度の長身。皮膚に当たる外装材は自律神経に連動して硬質の殻を形成、ある程度は自意識でも制御できる。ロングの青髪は伸縮自在で任務中はボブにし、また翼を形成して滑空も可能。豊富な内蔵知識で料理から重力制御まで一般公開の様々なスキルを習得している。AI気質の頑固さと社会性の欠如から周囲とよく軋轢を起こすが、根は素直で寂しがり屋。
大シュガフ船の衛星衝突で全滅したと思われたレム星系移住者のうち、調査で惑星セブンに降下していた為に唯一生き残ったテルルの救難通信を観測実験中のイザナが捕捉する。テルルが船員登録のないロボットと判明して一旦見捨てられるが、つむぎの抗議に応えて救出に来た谷風の決死行為を受けて「ガウナを呼び寄せる悪魔」という非武装主義の偏見が揺らぎ、無自覚に好意が芽生える。その際、安堵から硬質殻が解けた通常の全裸を谷風に見られて張り飛ばしてしまう。
シドニアに帰還後、面目を潰された仲間から引き取りを拒否され、行き場を無くして谷風宅に押し掛ける。紆余曲折の末、身元引受人を申し出た谷風に飛び付いて大泣きし、傍で見ていた纈とイザナに嫌な予感を抱かせる。ガウナに千切られた左腕の修理で東亜重工に連れられるも、兵器を造っている所などまっぴらと放言して技術士から自身の殆どが東亜重工の特注と知らされ、丹波の毒舌に顔面を硬質化させて「黙れジジイ」と罵る。帰り際に谷風から窘められ、消沈して素直に「はい」と答える。新しい腕のリハビリという口実で作った手料理を谷風に下着姿で振る舞い、纈に常識がないと叱られる。丹波とも打ち解けた東亜重工での点検中に操舵士不足の話を耳にして資格を取得、同時に船員証も獲得する。戦術防巡艦「水城」の操舵士に採用されて完全に非武装主義から転向、谷風達と共に戦う仲間となる。
水城内で行われた人気投票で1位となり、わざとタンクトップに短パン姿で船内をうろついて男性乗員の視線を集め、纈にだらしないと叱られる。水城帰港時はシドニアの艦橋管制官を務める。時を経ず、大シュガフ船総攻撃の観測艦隊としてイザナと共に惑星シックスへ向かう。作戦遂行中、セブン軌道上の大シュガフ船からヘイグス粒子砲撃を受けて艦隊が壊滅、搭乗艦も大破するが辛くも生き残る。損壊した身体で宇宙遊泳し、シックスに引き込まれる恐怖に耐えながら飛散した予備ユニットにケーブルを接続、イザナの感覚域増幅装置を回復させて大シュガフ船の撃破に貢献する。
数年後、イザナや纈らと共に新天地を目指す新シドニア出航の際、つむぎの頬をつねって別れを惜しむなど相変わらずである。
非武装主義者の老人
声 - 納谷六朗
居住区の路上でプラカードを持ちながら、シドニア艦長が数代に渡って同一人物であり、ガウナとの戦争もでっち上げだと主張している男。「小林が不死者」や「カビ・ガウナの連動論」など一部は真実であるが、船員の大半は相手にしていない。テルル救出作戦で非武装主義者達が船内の立場を失った後、シドニア外殻の工廠に妻と共に再就職した模様。
テレビアニメ版では「老人」とクレジットされる。
東4百住居管理局の女性
声 - 井口裕香
寮を出た谷風の新居探しに応対した事務員。豊富な茶髪が印象的な美女で配管マニア。のちに重力障害に備えて壁全面の資料棚にカバーを取り付ける様子が見られる。
テレビアニメ版では「不動産屋のお姉さん」とクレジットされ、谷風がつむぎに初めて居住区を見せた際に配管図を提供した旨の会話がある他、ユレがイザナを誘ったカフェにも居合わせている。
ノコギリクワガタ
声 - 弐瓶勉
谷風が新居の壁に貼りついていたところを捕獲した甲虫。触れてすぐ飛び去った後に、つむぎは「私達は対話不能な恐ろしい捕食者でしかないのでしょうね」という意味深長な感想を漏らす。
谷風 長閑（たにかぜ のどか）
声 - 香月萌衣
谷風とつむぎの娘。父親譲りの才能を持ち、幼くして航空機を勝手に操縦するなど母・つむぎを困らせている。イザナとの別れ際にお互いが困った時には助け合おうと約束し、後にその約束が果たされると予告され、単行本15巻・巻末で美少女に成長した長閑が却衛で巨大なガウナと対峙する姿が描き下ろされる。

### アニメオリジナル
宅見 雅之
声 - 奥村翔
衛人操縦士。機体番号は167。
小惑星での戦いにおいて、星内に突入し生還。
緒
衛人操縦士。本名は不明。機体番号は314。
小惑星での戦いにおいて、星内に突入できず煉とともに待機していた。
高橋 亮子
声 - シャーメイン・タン
シドニアの管制官。

## 登場メカニック

### 播種船（はしゅせん）
移民・戦闘用の世代宇宙船。ガウナによって地球を失った人類の手でシドニアを含む約500隻が建造され、出航していった。多数の民間人を擁する移民船であるが、少なくともガウナの接近を許さないために多数の武装と艦載機が施された軍用艦でもあるため、最高責任者は艦長と呼ばれる。
シドニア（Sidonia）
本作の主な舞台となる播種船。
共通紀元2384年8月2日に出航。天然資源採掘坑・シドニア内部で消費される資源を補充する、小惑星ほどの岩塊を八角柱が貫通した形状をしており、船殻は「構造体」と呼ばれる高強度の物質で構成され、通常の物質には無い強度を備える。表面は厚い氷の層に覆われており、長期間の航行・戦闘を続けているため、衝突痕などが無数に存在する。船体周方向の直径は6km、船体の軸方向中心を貫通する主芯軸重質量砲の砲身長だけでも28kmに達する大きさであり、内部には周方向内径5kmの居住区と呼ばれる居住スペースが広がり、50万人程度の船員を収容できる。主な設備は居住区外周部と船殻の間にある厚さ1km以上のスペースと船尾に配置されている。惑星ナインでの補給後は、採取した資源を船外に壁状に並べるなどの改修により外観が変化している。
船内後部には軸方向前後を上下とするための重力場発生装置が搭載され、慣性航行中でもこの装置により1Gが保たれる。エンジンを前後に6基（後部にメインエンジン4基、前部に逆噴射用2基）備え、約3光年を数年で航行できたことから、亜光速に近い速度で航行できる能力を持っていることが示唆されている。スラストベクタリングによる旋回も可能だが、船内にかかる力に対して重力場発生装置により軽減可能なのは軸方向に対して1G程度であるため、緊急時に急旋回を実行した場合、軸方向に対して斜めに作用する力を十分に軽減できず、船内では大きな被害が発生する。そのため、シドニアが急加速や急旋回する際には船内に重力警報が発令され、船員は安全帯を手すりに取り付けて備える必要がある。
主装備の運動エネルギー弾を用いる重質量砲に加え、誘導兵器には惑星を破壊可能なものもあり、その他の固定兵器として一種のビーム兵器である高出力ヘイグス粒子砲を搭載するが、艦砲射撃は衛人による防衛が難しい場合の最終手段である。それでもガウナ本体には傷一つ与えられないため、カビ無しではガウナに対抗する手段は無い。航行中に開発された重力子放射線射出装置により、重力場のビームを船内・船外から発射する能力が付加された。防御装置と呼ばれるものも存在する。
船内には有機物を循環利用する有機転換炉や海洋生物を繁殖する海水槽なども備え、照明・熱源として機能するヘイグス灯や人工降雨・降雪器により、一個の生態系として機能するようになっており、長期間の航行にも十分に耐えうる能力を持つ。中にはシドニア固有の新種も発生している。文字表記をはじめ、人名や商業施設等全般に日本的な要素が多く見られるほか、経済活動も行われている。政治体制の詳細は不明だが、艦長や一部の上級船員に強い権限が付加されている。最大の目的は「人類の播種」であるため、植民可能な惑星と5万人以上の希望者という条件が揃えば、物資と技術を提供する原則がある。
ガウナの侵攻以降、多数の播種船が太陽系脱出に成功したが、シドニア出航紀元1009年（共通紀元3394年）11月25日現在、シドニアは完全孤立状態にある。第1話時点では「レム恒星系」に向けて航行を続けてきたが、ガウナとの遭遇を事前に回避するために進路を変更することもあり、最終的な到達目標は未定。
大シュガフ船総攻撃の際、レム恒星系・惑星ナインで攻撃の機会を得ていたが、作戦中に連結型シュガフ船の攻撃を受けて海水層と居住区天蓋を破壊され、船体の1/4を失うという大破に至る。指令機能も喪失し、防衛隊各機・各攻撃艦隊は自己判断による作戦遂行を余儀なくされている。
新シドニア
シドニアの古い船体を改修したのかどうかは不明だが再建造され、船員の半分を連れて新天地を目指して旅に出る。
外観は天然資源採掘坑がなく、船首部分が八角錐になっている。出発の際に一瞬で視界から消え去った事から新機軸の推進機関を搭載している物と見られる。大きさについては比較対象が無いが、宇宙ステーションより巨大な船体である事がうかがえる。
アポシムズ
シドニアから最も近い位置を航行していた恒星間宇宙船。2691年2月26日に届いた通信を最後に連絡が途絶えており、消息不明。画像では角柱状のシドニアとは異なった錐状の外観をしている。
作者の次作『人形の国』は、同名の巨大人工天体が舞台となっている。

### 衛人（もりと）
シドニアに配備されている、人型の主力戦闘機の名称。シドニア出航後も開発が継続しているため、特徴は時代によって異なるが、開発時期の早い（古い）順に漢数字で「○○式」と加算されていくという命名規則は共通している。
基本的には単座であるが、一七式以降の操縦席の後部には1名が入るスペースが存在。非常時にはコックピットを展開して透明なパネルを引き出すことで、スペースの拡張と外光の取り入れが行える。通常は非与圧だが、内部を与圧して操縦士服を脱ぐことも可能。宇宙での運用が前提のためサバイバビリティが高く、長期間の漂流に備えて2か月分の酸素や水、レーション（ただし、シドニア人の光合成前提）、ろ過装置なども搭載されている。
主にヘイグス粒子をエネルギー源としたヘイグス機関で稼動しているが、一五式以前の機体にはヘイグス機関は搭載されていない。機体に貯蓄されたヘイグス粒子が無くなっても補助動力により生命維持等の各種機器を操作することが可能で、ヘイグス粒子捕集膜を展開して宇宙空間からの粒子収集も可能。ただしヘイグス機関を始動させる量を集めるには時間を要する。制動制御装置をはじめ、少なくとも一七式以降は準慣性制御装置を搭載している。
物語当初はガウナに対し通常武装でエナを引き剥がした後に「カビザシ」を用いて本体を破壊する格闘戦をとっていたが、後に人工カビの登場により、GCPDSを用いた遠距離戦でのガウナ撃破が可能となった。前腕部は接近戦用のカッター及び小型シールド(カッターの格納スペースを兼ねる)や高速速射砲、誘導飛翔体など多数の武装を収めたウェポンプラットホームとなっており、機体全体をカバーできる大型シールド（対ヘイグスコーティング済み）や弾体加速装置、後日開発された人工カビ製兵器や強制射出装置を装備するハードポイントともなっている。操縦士の操作で肘部分から脱着できるため、戦闘で前腕部を失った衛人へ提供することが可能。
作者へのインタビューでは、ネームが完成する前にバンダイから発売されていたガンダムエクシアの1/100スケールモデル等から取り出した白いパーツを部品として利用し、作画用の継衛を作成していた。コトブキヤから販売された1/100モデルは作者が新たに描き起こした三面図をベースにしているため、足の長さなどが作画用とは若干異なる。
五式衛人
6世紀前に稼動していた衛人。
現用の衛人に比べて小さく、楔形の箱に手足を付けたような構造をしており、ケーブルで母船とつながっている。両腕に実体弾兵器を装備している。ヘイグス機関は搭載していないと思われるが、過去の描写でヘイグス粒子をガウナに吸収されて稼動不能になる場面があるため、エネルギー源にはヘイグス粒子を使用していると思われる。謎の建造物でカビを発見し、初めてガウナの撃破に成功する。
一四式衛人
アニメでは模型店の重力子放射線射出装置の模型の横にプラモデルの箱が置かれており、「雷光」とペットネームがふられていた。全体像は写っていないが、一五式衛人以降の特徴的な背部推進器は搭載していなかったようである。
一五式衛人
ヒ山が現役時代に操縦していた衛人。
一八式とは操縦方法が大きく異なるのか、現在の操縦士ではまともに操縦できない。人型ではあるがヘイグス機関やヘイグス粒子砲は装備していない。そのためガウナに探知されない利点があり、テルルの救出作戦にて使用される。その分稼動可能な時間は短く、戦闘力も低い。アニメでは模型店でプラモデルを纈が購入（原作で購入したのは新金型の継衛）している。
一六式衛人
サマリの祖母が操縦していた衛人。
単行本13巻のイラストに操縦席が描かれたのみで詳細は不明。衛人へのヘイグス機関搭載は本機からとなっている。
一七式衛人 白月
第一話の100年前に配備されていた衛人。
本編には実機が登場しておらず、継衛の改造ベースであることや補修部品が既に払底しているといった断片的な情報のみが語られている。加筆された前日譚 第四次奇居子防衛戦にてヒ山やその部下達が搭乗していた機体が本機に当たると思われるが、近影が描かれなかったため、詳細は不明（大まかなシルエットは継衛と同じ）。一八式に比べ操縦の自動化率が低い分、熟練者であればより高度な挙動も可能とされる。無重力環境での運用が前提のため、重力下ではバランスを崩して転倒しやすい。その対策として、四足歩行形態に変形が可能（継衛や一八式も同様）。
継衛（つぐもり）
正式名称は「一七式衛人 白月改 継衛」。エースカスタムである一七式白月を、さらに斎藤ヒロキ用に徹底的にチューンナップした特別改修機で、劇中では更なる近代改修を施した上で長道の搭乗機となる。
かつての「第四次奇居子防衛戦」で活躍した「撃墜王」と呼ばれたパイロットの乗機で、歴史的意義のある名機であるため、退役後は保存・展示されていた。ベースとなった一七式の情報が少ないため、どの程度の改修が行われたのかは不明。なお、長道の乗機とする際に展示されていた状態から再度改修され、一八式にできて継衛にできないことはない。また、戦線復帰に併せて一七式のパーツの再生産も行われた。
背部のヘイグス機関や頭部のヘイグス粒子砲など、全体的なシルエットは一八式と同じだが、頭部両側面の鋏形のパーツや楔形の胸部装甲、右腕に装備された実体弾兵器、対ヘイグスビームコーティングなど、若干仕様が異なっている。一部のパーツは一八式や一九式と互換性があり、左腕が破損した際には代替として一八式の腕パーツを装着している。
実験機や継衛改二建造後も、佐々木によって大切に維持されている模様。
継衛改（つぐもりかい）
劇中、一九式にも採用された新型の背部推進機関や胸部装甲材への換装、人工カビの追加など、武装や装備のアップグレードや本体の近代化が随時行われた。外観上は大きな変化はないが、各種改造の結果、一九式並の性能を持った事実上別機体になっている。原作では呼称の変化はないが、アニメ版の第二期ではこの名で呼ばれており、頭部形状も若干変化（後の二零式系統に似た形状へ）している。
救出作戦仕様
テルルを救出するために惑星「セブン」に向かったときの仕様。
衛星軌道に大シュガフ船がおり、ガウナに見つかれば生存の可能性はないため、一五式衛人のパーツを用いて、頭部ヘイグス粒子砲の除去、背部ユニットの非ヘイグス機関への換装など、徹底的にヘイグス粒子と人工カビに関係する装備を排除してガウナに探知される可能性を低くしている。また、セブンが水の惑星であるため、脚部に伸縮式フロートが装備されており、水上運用なら四足形態にならずとも運用できる。ヘイグス機関を持たないために出力もかなり低下しており、動作も重い。エネルギー消費の少ない武装を装備しているものの、カビを装備していない本機ではガウナを倒せないため、交戦は一切禁止されている。
一八式衛人（いちはちしきもりと）
衛人操縦士および訓練生が搭乗する現用（第1話時点）の衛人。
生産は岐神開発。鋭角的なフォルムは類似しているが、高性能に反して高コストという一七式から開発思想を転換し、機能や装備を簡略化することで大量生産を可能にした。また、操縦の一部を自動化することで訓練時間の短縮も実現した。外装の白色は塗装ではなく非金属系素材の色で、関節部分だけはヘイグス焼け防止の塗装が施されている。操縦士のナンバーと同じ機体番号が左肩前面と右肩後面にマーキングされており、赤井班のように特別にパーソナルカラーが与えられることもある。なお、アニメ版では機体色が薄いブルーに変更されている。総数は不明だが、カビザシ回収任務の時点では守備隊の256機と回収チームのうち長道の継衛を除く3機を合わせ、少なくとも259機が稼動状態にあった。長らくガウナとの交戦がなかったため、資源の採取や回収作業にも利用されており、一九式衛人の配備開始後も併用されている。
科戸瀬専用一八式（しなとせせんよういちはちしき）
イザナの使用していた一八式に、イザナの義手と処理能力に対応した操縦システムと新型センサーシステムを搭載した専用機。システム使用中はレーダーの情報が脳に直接送られてイザナの視聴覚として処理されるため、混乱しないように半眼で操縦している。概ね高精度の情報が得られ、高い命中率を持っている。
一八式改（いちはちしきかい）
大シュガフ船総攻撃に全ての一九式を投入したため、シドニアの防衛に当たる機体。二零式製造が最重視されているため、本機の生産すら追いついていない状態である。外観に大きな変化はなく、所詮一九式の不足を補う機体でしかないが、継衛改二に随伴してコアに突入し、巨大なガウナの触手に叩き落とされても稼動し続けるなど活躍を見せた。
一九式衛人（いちきゅうしきもりと）
一八式の後継機として開発された新型衛人。
主生産は東亜重工、共同開発として岐神開発が参加（実質下請け）。一八式より強化された装甲を持ちながら軽量化されており、重力下でも二足歩行が可能。新型推進ユニットが採用されており、単独で4騎掌位の一八式を抜き去るほどの加速力（脚部の推進器だけも一八式の総推進を上回る）を有する。操縦は一八式同様、自動化が進められており、一八式からの機体転換は比較的容易に出来る。
アニメでは原作の登場時期時点で登場しておらず、役割は継衛改や一八式の継続使用で置き換えられている。
試作機
一九式の試作機。
性能や外観は正式採用機と同様だが、ヘイグス砲など一部武装は未搭載となっている。代わりに試験装備としてGCPDSを同時多数連射できるランチャーポッドが装備されていた。一八式の後継機ということもあり、試験操縦士にはサマリを想定して綿密な調整が行われていたが、初出撃ではサマリの体調不良により、継衛が修理中で使用できなかった谷風が使用している。急遽、継衛に近いセッティングに変更したが、自動化されていない操縦に慣れた谷風には扱いが難しく、機体性能や操縦技術を生かし切れず苦戦を強いられた。修理後はサマリが操縦士を務め、一九式の本格量産が始まるまで使用していた。
科戸瀬専用一九式 （しなとせせんよういちきゅうしき）
惑星ナインで大破した一八式に変わり配備されたイザナ専用の一九式。
感覚域増幅装置が追加され、複数の衛人や観測機が得た多様なデータを本機に統合、イザナの情報処理能力を用いる事でヘイグス通信による探査を上回る高精度の観測が可能となり、それらの莫大な情報はイザナの感覚として把握できる（観測機のネットワークに五感が広がっているように感じる）。捕捉情報を他の衛人や艦に伝送する事も可能で、早期警戒機の役割も受け持つ。機体配備に際し、イザナの操縦士服も情報処理に特化した黒いラインの入ったものに新調されている。
二零式衛人（にーぜろしきもりと）
二機の実験機を経て開発された東亜重工の新型衛人。
開発中は継衛の正当な後継機を目指しているため、「継衛マークII」と呼ばれていたが、決戦に際し新たに「劫衛（ゆきもり）」と名づけられる。高コスト実験機や継衛改二以上に頑丈で、外観は高コスト実験機よりとなっている。新型ヘイグス機関は普段は二枚の翼状になっており、合わせると四角錐型になる。
大シュガフ船総攻撃作戦中に、大シュガフ船及び落合（融合個体二号）との戦いに向け、シドニアの総力を挙げ急ピッチで組み上げが進められており、100％の完成度ではないもののようやくロールアウトの目処が立った。作者コメントによると完全変形を目指しているとのこと。
実験機（じっけんき）
二零式衛人の開発に当たり、先行して開発された実験機。「高コスト実験機」、「特殊新型実験機」とも呼ばれる。
生産コストは一九式の100倍にも達する。実験機であるためか、今までの平面や直線で構成された衛人と異なり、まるでフレームむき出しのような外見が特徴で、背部のヘイグス機関も巨大な四角錐型のユニットから4枚羽の翼型のユニットに変更されている。落合によるガウナ研究の成果である新素材や新型ヘイグス機関を使用しており、従来機とは比較にならないほど軽量（巨大なパーツを人の手で持ち上げてしまえる）であり、惑星に墜落しても壊れないほど頑丈で恒星の莫大な熱量にすら耐えるフレーム（それでも二零式の目指す純度99.999％に対して純度30％以下）、従来機とは比較にならない機動性を持っており、融合個体に匹敵するスペックを持つ。耐熱性をはじめ放射線や太陽風などの電磁波を遮断するバンアレンシールドなど、操縦士の保護性能も極めて高い。その反面、素材の生成や成型には膨大な時間とコストを必要とし、いったん成型したパーツの改造も難しい。そのため、テルルの救出作戦では一五式のパーツを組み込むなどの改造ができず、ベースには継衛が使用された。また、搭載機器や武装は開発が継続中であり、戦闘中に既存素材で作ったパーツが壊れたり武装の精度が使用するたびに落ちるなど、問題点も抱えている。開発過程で得られた技術は既存の衛人にも反映され始めており、水城配備の一九式はコックピットの防護殻に本機と同様の新素材を用いたことで、操縦士の生存性が格段に向上した。この措置は水城が帰還する頃には、随時シドニア配備の一九式と一八式にも適用されている。
継衛改二（つぐもりかいに）
二零式衛人の開発が遅れている（内部機器の開発が遅れているのと、新素材による一九式と一八式の改装が優先されているため）こともあり、新たに製造された機体。フレームの純度は高コスト実験機と同等ながら、シドニア設備への対応やハードポイントの設置など急増品であった高コスト実験機の不備を改良している。外観は兄弟機である高コスト実験機に比べて平面のパーツが多くなり、改良型ヘイグス機関も四角錐型に戻った事から、既存の衛人の外観（特に継衛）に近くなっている。
今までの衛人には無かった新兵装として全身に人工カビで構成された黒い刃を装備しており、操縦士の操作で射出も可能。
アニメでは惑星ナイン偵察任務時に、既に完成しており実験機での活躍は継衛改二に置き換えられている。また、一九式も登場しておらず、二零式のことはほとんど触れられていないため、純粋に継衛の後継機として一七式衛人 継衛改二とナンバリングされている。

### 他の艦艇・支援輸送機
隼風（はやかぜ）
一八式衛人のために開発された自律支援機。
「高速自律支援装甲」とも呼ばれる。細長い四角錐型をしており、4機の衛人をその装甲内で連結できる。中心となる芯の先端には人工カビを装備し、十分な速度が出ていればガウナの2、3体は貫通できる他、加速後に芯を分離してガウナにぶつけることも可能。4枚の装甲は分離後も各衛人に残り、大気圏突入用の筏となるほか、滑空用の翼を展開できる。アニメでは装甲の一部がアームで伸び、他の隼風と掌位のように連結しており、そのまま航行することも可能であった（5機の隼風が1組を作り、それがさらに5組集まっており、100機の一八式を内蔵する）。
輸送船
惑星「セブン」に向かう際に利用したヘイグス機関未搭載の旧型輸送船。衛人を2機搭載し、重質量砲や誘導飛翔体など若干の武装も施されている。ヘイグス機関が使えないことによるエネルギー不足から、大シュガフ船の近くをスイングバイしたが、この時に大シュガフ船を詳細に観測し、予測より高密度であり本体数が当初予測の5倍から10倍になる可能性が判明した。
水城（みずき）
正式名称「鶴音（たづがね）型 戦術防巡艦 水城」。衛人の量産と平行し、大シュガフ船との決戦を想定して建造された新造艦。艦長は設計にも関わった纈が務める。全長は723ｍで、24機の衛人と1000名の乗員を擁し、補給なしでシドニアから離れて、長期間航行することができる。武装も充実しており、120センチ重質量砲2基、46センチ重質量砲4基、高出力ヘイグス粒子砲1基、20ミリ機関砲12基と新兵器「対ガウナ誘導飛翔体（同時16目標対応）」を装備している。また、通常推進だけでなく、消えたように見えるほどの加速を起こす特殊加速が可能となっている。通常時は纈と操舵士のテルルを含む6名のブリッジクルーで操船を行うが、戦闘時には纈が一括して航行と火器を管制して戦うこともできる。
カタログスペックではオカリナ級のシュガフ船を5隻同時に相手にしても勝てるとされているが、実際は初戦だったことやガウナの想定外の行動があったとはいえ、1隻相手に船体の損害と衛人の損失を出している。また、大シュガフ船を相手にするには1000隻が必要と推定されている。
大シュガフ船総攻撃作戦において、水城を含めた第1艦隊・第2艦隊・観測艦隊の計27隻が作戦に参加している。船体を他の船体と連結して掌位の様に航行することが可能なようである。
月航（つきかず）
二零式と一緒に開発された新型単輸送機。
新型ヘイグス機関と異なる重力子放射線射出装置の理論を応用した新型推進システムを採用しており、惑星間を数時間で航行できる。輸送機ながらかなり頑丈で、その速度と合わせて行われる衝角攻撃は、一撃でシドニアより巨大な小シュガフ船を破壊できる威力を持つ。継衛改二でも使用可能。

## 用語

### 固有物質
ヘイグス粒子
本作における重要なエネルギー源で、宇宙空間に無尽蔵に存在する粒子。推進用の「ヘイグス機関」や固定武装の「ヘイグス粒子砲」、通信用の「ヘイグス通信」から、艦内の明るさの調整を行う「ヘイグス灯」など、幅広い分野に不可欠。ガウナにとってもエナの生成に必要であり、本体に蓄積されている他、宇宙空間にあるものを使ってエナを幾度も再生することが可能。長道と星白が漂流した際も、捕集膜を展開することでヘイグス粒子の捕獲が試みられた。「ヘイグス干渉爆発」という現象も存在し、ガ487戦で長道はこれを利用し、一撃でエナを引き剥がした。後述のカビと同じくガウナを誘因する性質がある。
アニメ版では衛人側が青色、ガウナ側（融合個体含む）は赤色で描写される。
作者の次作『人形の国』においても同名の設定が登場する。
カビ（「穎」）
ガウナ本体の中枢系組織が拒絶反応を起こす物質であり、その名称は稲穂の古い呼び名に由来するもので、菌類の一部を表す「黴」（カビ）ではない。これで本体に穴を開けることにより、ガウナを倒すことができる。これが発見されるまで、人類にはガウナの本体（殻）を破壊する手段がなかった。謎の建造物から見つかった物質であるために数が限られており、人工カビが生産されるまでは非常に貴重なものだった。特殊な放射線を出し、ガウナを誘因する性質がある。
胞衣（エナ）
ガウナ本体を覆う物質。

### 技術・兵器
衛人（もりと）
シドニアの人型主力戦闘機。

融合個体
落合の研究により生み出された、ガウナの強靱な肉体と人間の心を併せ持つに至った究極の生命体。作中ではエナ星白から取り出された卵細胞に、デザインして合成した人間の精子を受精させ、それをエナ星白に着床させることで生み出した。ヘイグス粒子をエネルギー源としており、宇宙空間でも行動可能。普段使う分とは別に圧縮貯蔵したヘイグス粒子も保持している。二零式系統以外の衛人や一般的なガウナを軽く凌駕するスペックを持ち、紅天蛾すら圧倒できる。通常は殻のない本体を持っている。
体や伸ばした胞手は自身の意志である程度好きな形に変化させることが可能で、人間とコミュニケーションを取る際はそのまま話す事もできるが、サイズを人間に合わせた胞手の先端を用いる事が多い。長い寿命と不死に近い再生力を持つが、本体さえ無事であればいくらでも瞬時に再生できるガウナと違い、大きな傷を受けると再生には時間がかかり、場合によっては専門的な集中治療を必要とする。融合個体に性差があるかは明かされていないが個人差はあり、体や胞手先端形状はそれぞれ異なっている。
ちなみにシドニア血線虫（後述）はこの融合個体を構成しているエナ内に発生する副産物であることが、後にユレの解析で判明する。
ヘイグス機関
シドニアや衛人の主推進システム。非ヘイグス機関である従来のエンジンに比べて圧倒的に高出力かつ効率が良い。衛人のヘイグス機関はパワージェネレータも兼ねており、エンジンに換装した継衛は大幅なパワーダウンを起している。また、衛人の掌位や水城の連結など近接に配置された機関の相互作用により、数に応じて推力が増加する性質もある。改良が進んで格段に出力の向上した新型も登場。更に重力子放射線射出装置の理論を応用した別次元の機関が開発される。
ラジオ配信によると遥か未来のSF感を出す為、物理で説明できない未知の現象をあえて取り入れているとのこと。
掌位（しょうい）
移動時に複数の衛人が腕を交差して関節固定した上で手を握り合い、連結一体化すること。掌位を組む機数によって「N騎掌位」と呼ぶ。基本的には班毎に行うが、数が多いほどヘイグス干渉によって推進力が高まる為、長距離移動では出撃全機が巨大な輪になって組むこともある。最大事例は、帰艦限界線を越えて燃料切れで漂流した谷風と星白の救出を敢行した守備隊全機による256騎掌位である。また、継衛とつむぎの掌位に見られる旋回ではジャイロ効果による姿勢の安定で加速向上も期待できる。
生身で触れたことのない相手と掌位を組むと事故が起きるというジンクスがあり、握手しておくのが慣例となっている。また、和解の証にすることもある。
操縦士服
衛人操縦士が着用する、身体に密着するスキンスーツ型の宇宙服。負傷時の鎮痛機能や蘇生機能の他、生体尿管カテーテルで採取した尿から水分を濾過する機能、いざというときの自爆機能などを備えている。靴底は床に吸着して歩ける仕様になっている。貴重な素材を使っているために滅多なことでは新調せず、修繕を重ねて代々受け継がれているために外装には多数の傷が付いているが、生体尿管カテーテルなどの生体パーツは交換される。内部は人工菌を繁殖させているため、大変臭い。
訓練生の場合はほぼ白一色で、左上腕部に名前のみ記載されている。ヘルメットは正規操縦士とは異なる球状のもので、各人のデザインの差はない。正規操縦士の場合も白一色なのは共通だが（イザナを除く）、左上腕部と左胸に名前とナンバー（機体番号と共通）が記載され、ヘルメットの額部分にも同じナンバーが入っている。各人によって細かなデザインの違いがある。一九式配備後に改良が行われて機外での戦闘も考慮した仕様となり、お守りとして人工カビの端材で作った刀が装備されている。
安全帯
シドニア船員に必須の個人装備で、腰部ベルトとそれに命綱で結ばれたフックから構成される、現在の建築関係者が使用する安全帯と同等の装備。船内では私服やスーツを着ている場合でも常時装着が義務付けられており、人工重力が停止する場合や急加速が行われる場合など重力警報が発令されると、船内各所にある安全手摺りに接続して身体を確保する。しかし、実際には安全帯の接続が間に合わなかったり構造物自体が崩壊するため、多数の死傷者が出ている。安全手摺りの強度確認は操縦士の懲罰としても行われている。
携帯端末
訓練生や操縦士、指令補である纈などクルーが装備しているウェアラブル端末。通常の携帯電話とは別に、船内で作戦召集などの情報伝達から、船員同士の情報交換などにも使われている。纈は指令補という立場から、ガウナの位置が気になる為、シドニア艦橋のレーダーを表示できる特注の端末を持っている。空中に情報を表示できる機能があるだけでなく、手書きでそこに情報を書き加える事が出来るようである。装着者本人以外が表示を見る事も出来る事から、かなり高度な技術で作られている模様。船員の階級が上がると自動的にアップグレードされ、アクセス可能な情報が増える。イザナはそれを機会に、つむぎがエナ星白から生まれた事を知る。
仮象訓練装置
衛人の訓練用操縦シミュレータ。単なる操縦だけでなくシナリオに沿ったモードが用意されており、第一話での「第二開拓局防衛」以外にも「居住区内戦闘」があるという。また、その訓練成績を数値化してランキングする機能も備えている。一八式用は大型計算機を思わせる大きな箱形だが、長道が地下で使用していた一七式用は潜水艇の耐圧殻のような球形をしている。これは一九式の開発計画が始まった頃に作られたものらしく、一九式用の完成品とよく似た形状で、後々開発が予定されていた人工カビ製の武器や超高速弾体加速装置といった当時未実装の装備の訓練も登録されていた。
準慣性制御装置
衛人や水城などに搭載されている機体の加減速や旋回運動などに伴う慣性を制御し軽減する装置。シドニアにも搭載されているかは不明であるが、斜め加速の際などは重力場発生装置により慣性を軽減していた。原理は不明であるが、この技術は多くのSFに登場する架空の技術である。
重力場発生装置
シドニアの船体後部に搭載されている人工的な重力場を発生させ制御する装置。居住区内の重力を1Gに保つために用いられる他、旋回時の斜め加速の際などは慣性を軽減するためにも用いられる。ただしシドニアの前後軸方向に対し1G程度しか軽減できない。
補助脳
落合の発明品の一つで、落合の脳の補助記憶装置。落合がシドニアのライブラリの大半をこの補助脳に複製した後に本来のライブラリを消去してしまったため、落合の知識とシドニアが保存してきた全記録がこの中に封じ込められることになった。単体では機能せず、情報を引き出すには落合本人の脳を経由する必要がある。外部に漏れないよう、岐神家が代々管理している。
物語当初は落合（クローン）を鍵として小出しに情報を引き出していたが、落合（岐神）により全記憶が回収され、その中でも重要機密である落合の研究は小林艦長の管理下におかれる。これ以降、技術喪失により不可能になっていたシドニアのインフラの復旧が進み、融合個体開発が著しく進捗、超構造体や新型ヘイグス機関の開発、人工カビの大量生産、さらには理論上の存在だった重力子放射線射出装置の製造など技術レベルが一気に向上した。鍵であった落合（クローン）は小林の私的秘書に専念することになったが、補助脳に格納された落合（補助脳）の人格がどうなったかは不明である。
シドニア血線虫
落合の発明品の一つで、寄生させた人間を乗っ取る事が出来る線虫状の寄生虫。サイズに似合わず人間の人格やAIを丸まる収める事が可能で、眼窩付近に寄生し、そこから宿主の脳を支配する。宿主が死亡した場合自壊するよう設定されているのか、遺体からは発見されない。時には宿主の頭部を爆破する事も出来るようである。これを使用して知らぬ間にヌミを初めとした多くの人間が乗っ取られ、落合の手駒となっていた。しかし人格型は元の人格を上書きしてしまい、AI型は命令を実行する以外の判断力や知能が低下しており、ユレ等の優秀な人材や重要職にある人間に対しては使用していない。
落合が思念伝達・NBCS（新脳集波制御装置）と呼んでいた技術の実態はシドニア血線虫による物だと誰にも言うでもなく告白している。シドニア血線虫が意識を乗っ取る能力を拡大させた物が、融合個体の思念伝達による操縦であり、落合以外がこの技術を使う事が出来なかった事も説明できる。これによりかなたの予備本体を奪い、重傷を負った岐神から融合個体二号へ人格を転送した。
後にユレの解析により、シドニア血線虫は融合個体のエナ内に発生する副産物であったことが明らかになり、その解析結果に基づいてつむぎがエナ星白の身体を用いて再生されることになる。
人工知能/AI
落合の側近を務める「トクシーヌ」と呼ばれる者をはじめ、落合はシドニア血線虫にAIを転写し、それを用いて多数の船員の意識を操り、自身の手駒としている。また、市ヶ谷テルルなどほぼ人間に近い人工知能を持つ存在もいる。
カビザシ
カビを穂先に使用した槍形の武器。長さは衛人の1.5倍程度。カビは通常のいかなる物質にも定着せず加工もできないが、ガウナのエナにのみは親和して定着するため、カビと柄をエナで繋ぎ合わせた構造となっている。
基本的には各班のリーダー機が装備し（「槍手」と呼ばれる）、他の機体がヘイグス粒子砲等でエナを引き剥がし、露出した本体をカビザシで仕留めるという戦法が取られる。シドニアには第1話時点で28本が現存するのみであり、出撃する衛人に対して限られた本数しか使用許可が下りない。装備した衛人が撃破された際には可能な限り回収され、その場での回収が困難な場合でも別途回収作戦が行われるなど重要度は非常に高かったが、後述のGCPDSなど人工カビを用いた各種兵器が実戦投入されて以降は使用されなくなっている。
なお、第1話の仮象訓練装置内の継衛は人工カビ実用化を想定した全体がカビで構成された刀（後の人工カビ刀）を装備してガウナを撃破していたが、アニメ版ではカビザシに変更されている。
ヘイグス粒子砲
ヘイグス粒子を用いたエネルギー砲。衛人の頭部や戦闘艦に搭載されている。エナを引き剥がすことはできるものの、ガウナ本体を破壊することはできない。ガウナ本体を破壊するには「カビザシ」を使う必要がある。
重質量砲
大質量の実体弾を射出する兵器。防巡の主砲。シドニアの砲は船体側面の各所に埋め込む形で格納されており、使用時に展開されて目標に向けられる。円筒形の弾体は衛人より大きいが、ガウナを直撃しても遠方に弾き飛ばすだけで、倒すことはできない。GCPDS登場後はその威力を遺憾なく発揮し、小シュガフ船クラスのガウナすら数発で破壊できるようになった。
大重質量砲
重質量砲の上位に当たる兵器で、シドニアを貫く全長28kmの弾体加速装置により実体弾を射出する。船体を後退させるほどの強い反動があり、安易には使えない。
主芯軸重質量砲
大重質量砲のさらに上位に当たる兵器で、シドニアの主砲。居住塔そのものが砲身で、過去何度も解体が検討された超巨大大質量弾を使う。その威力はシドニアの数十倍はあるシュガフ船を粉砕し、またその反動で海水層隔壁や居住塔が崩壊してしまう程のもの。シドニア自身における最終手段である究極兵器であり、動く物を撃つ事を考慮していない戦略兵器である。
アフタヌーン掲載時には主砲・主芯軸重質量砲とされていたが、単行本掲載時には大重質量砲が主芯軸重質量砲と改められている。これに伴い、こと細かく各人のセリフが異なっている。
誘導飛翔体
本作におけるミサイルの呼称。衛人の腕に搭載できる小型のものから、船舶装備型、惑星破壊用の大型の物まであるが、他の兵器同様単体でガウナを撃破することは出来ない。
対惑星ミサイル
アニメ版では「対惑星誘導飛翔体」と呼称。
シドニアに接近する小惑星の破壊等に使用される誘導兵器で、惑星を破壊するその威力から別名「プラネットバスター」と呼ばれる。動きの大きい目標への命中率は低い。
対ガウナ誘導飛翔体
鶴音型戦術防巡艦より採用された新兵器。マルチロックオンに対応しており、16目標への同時攻撃が可能。人工カビを弾頭に持ち誘導飛翔体の中で唯一ガウナを直接破壊できる。GCPDS対策をしたガウナですら撃墜できるが、多数のガウナに襲われると打ち漏らしたガウナによって船体に損害が出てしまうなど、他の究極兵器から比べると若干見劣りする。
人工カビ
融合個体の殻のない本体を利用して人工的に生産されたカビ。落合によるガウナ研究の成果である。色は赤色。ガウナ本体貫通弾、人工カビ刀など、衛人の装備に使用される。非常に貴重だったカビを使い捨てにすることを可能にし、対ガウナ戦を一変させた。脆いという弱点があり、接近戦武器への使用には欠点があったが、後に重量がかさむものの脆さを改善した黒色の新型人工カビが登場した。
収納型人工カビザシ
腕内に収納されている人工カビを用いた小型のカビザシ。
GCPDS（ガウナ本体貫通弾）
質量弾と人工カビを組み合わせた複合弾。弾体加速装置や質量砲から射出され、着弾の物理エネルギーでガウナのエナを吹き飛ばした後、人工カビが本体に穴を開けてガウナを倒す。これの登場により、ガウナを1対1かつ遠距離から倒すことが可能になった。
登場当初、圧倒的火力の前にガウナは全く対抗できなかった。その後、多重装甲や硬く分厚いエナ、逃弾経路を持つ傘を使うなど、GCPDSに対抗する方法を幾つも編み出してきて対抗してきている。
弾体加速装置
衛人の右前腕に接続される質量砲で、砲身長は衛人の全高に匹敵する。GCPDSの登場により、対ガウナ戦の主力武器となっている。装備時は腕部下部を占有し誘導飛翔体等が使えないため、オプションで2連装誘導飛翔体コンテナが用意されている。射出時の反動を緩和するための反動軽減装置があり、通常、調整した上で衛人の背部ユニットと同期させる。作者の過去作品『BIOMEGA』に同名の兵器が登場している。
超高速弾体加速装置
弾体加速装置に追加砲身を取り付けたもので、衛人の4倍以上の長さを持ち、より超距離の射撃が可能になる。GCPDS初使用はこの状態で行われたが、反動軽減装置が未調整な上に背部ユニットとの同期がなされていなかったため、強い反動により衛人は大きくバランスを崩した。また、重力圏下では使用できず、延長砲身をパージしなければならない。
大型弾体加速装置
衛人の運用できる最強の物理兵器。小惑星を破壊できる威力で、超高速弾体加速装置以上に長い砲身と分厚い砲身を持つ（弾丸も隼風の芯に匹敵するサイズ）。サイズ上複数の衛人で牽引して使用場所まで運ぶ必要があり、高コスト実験機とつむぎにより運用されるが、直径3kmの分厚く硬いエナを打ち抜く事は出来なかった。
胸部滑腔砲
谷風の要望により実験機より装備され始めた装備。左右の脇部分に1基ずつ搭載しており、ガウナに組み付かれた状態からでも引き剥がす事が出来る。
高速連射砲
継衛シリーズに搭載されている、実体弾を高速で連射する実在の兵器。ヘイグス粒子砲同様にエナを本体から引き剥がすのに使えるだけでなく、実体弾と人工カビ弾を交互連装した弾装を使うと、多重殻防備のガウナを倒す事も可能。アニメ第一期では継衛の主装備でもある。
人工カビ刀
人工カビを刃とした格闘兵装。高コスト実験機装備のものはエナごと本体を破壊できるが、まだ試験装備であり、使うごとに切れ味が急激に低下する。後に改良型が開発され、継衛改二の全身に装備されている。また、一九式衛人対応操縦士服にお守りとして人工カビの端材で作った日本刀を装備している。
重力子放射線射出装置
落合が数百年にわたって研究していた重力子による兵器。融合個体のエナを使って完成されたが、内部の仕組みなどは不明。その威力は凄まじく、ガウナを消滅させた上に惑星「ナイン」の衛星を半壊させた。カビ以外で唯一ガウナを倒すことのできた兵器でもある。
後にエナ製射出装置のデータを元に、東亜重工が機械式で2基製造。大シュガフ船攻撃の第1・2艦隊に配備される。この射出装置はエナ製に比べて遥かに巨大で、一発撃つのにシドニアの全出力100隻分（充電に10時間）を必要とする。シドニア単独のエネルギーでは微弱な威力と射程での運用に留まり、後述の半自律式転換機構との組み合わせでエネルギーは確保できたものの、その大きさからほとんど動かない戦略目標にしか使えない。
基本原理は推進システムに応用することもでき、月航に搭載される他、落合（融合個体二号）は、破損した射出装置の残骸から推進機関を形成している。
理論上最強の架空兵器として一般のマニアにも知られており、纈の行きつけの模型店に完成予想図から起こしたフルスクラッチのモデルが、衛人に装備された状態で展示されていた。名称は作者の複数の作品に登場する究極兵器で、一種のスター・システム的なガジェット。
半自律式転換機構
機械式重力子放射線射出装置とセット運用される自律的な軌道修正が可能な人工惑星。恒星レムの軌道上で放射されたエネルギーをシドニアが使用可能な状態に変換、レム付近から惑星セブンの目標を射出装置で狙撃・破壊するだけの莫大なエネルギーを貯蔵する機能がある。防巡による演習を兼ねた複数回の投入作戦により、大シュガフ船への攻撃開始までに8基がレムの軌道に投入されている。
当初の設計では軌道上の転換機構からケーブルでエネルギーを引き出す予定であったが、最初の投入作戦にて制御装置の欠陥で、ケーブルは高コスト実験機を巻き添えにしてレムに落下、あやうく転換機構自体を失いかねない大事故を起した事から、以降は転換機構自体を回収して運用することになった。
超構造体
落合の研究から生まれた新素材であり、ガウナ本体殻の弱点を改良した構造を持つ。非常に軽量かつ頑丈で、衛星軌道から惑星に落下しても壊れない為、ガウナでもこれで構成された機体を押し潰すことは難しい。理論上は恒星の内部でも溶けず、最高純度の材質は重力子放射線射出装置でなければ破壊不可能。成型後の穴開けや切断など加工も出来ないのでハードポイントは製造過程で穴や溝を造っておく必要がある。高コスト試験機から採用され、一九・一八式衛人の操縦席殻も超構造体で改修される。谷風曰く陶器のような質感がある。作者のスター・システム的なガジェット。

### 文化
シドニアでは公用語に日本語と一部表記に英語が用いられ、人名を始め、衣食住、商業施設や神社等の建築まで文化様式は近代の日本とほぼ同じであり、光合成や一部の生活回りを除いて暮らしに特段先進的な点はない。嗜好やサービスに小規模な経済活動があり、通貨（円）も流通する。歴代衛人のプラモデルが販売されるなど、模型好きの緑川纈は行き付けの模型店で購入して自室で組み立てたりしている。作者曰く、過去の地球に存在した食料品に加えてシドニア出航から千年分の様々な種類があるという。
シドニア人
第1話時点での一般的なシドニア人は、長道のような例外を除き、遺伝子改造により光合成が可能になっている。このために大量の食料を必要とせず、食事は週1回程度で十分となっている。また、男性でも女性でもない「中性」やクローン人間も存在しており、銭湯・光合成室・更衣室などには男女用以外に中性用が存在する（アニメ版では「男子」「女子」に対応するものとして「中子」という表現が登場した）。遺伝子改造に対する禁忌は見られないが、一部には偏見がある模様。機械による身体改造を行う者もいる。死亡後は有機転換炉と呼ばれる施設で遺体が分解され、資源として再利用される。地球を離れてから1千年以上が経過しているため、星の重力を知る者は少ない。
寿命は不明だが、シドニアの亜光速航行による相対論的効果の為か、最上位船員でなくても概ね1世紀以上活躍している存在が度々登場する（例えば不死の船員会創立前の斎藤ヒロキなど）。
衛人操縦士
シドニア軍で衛人を操縦する戦闘要員。正規操縦士は、各種施設の優先利用権や大掛かりな葬儀等の特権を与えられている。一方で生還率は半分以下、初陣では更に低いとされており、慢性的に人手が不足している。物語中盤以降はGCPDSの登場や一九式衛人の配備、長道の要請によるコックピットの新素材化などによって生存率も上がり、ベテランパイロットも増えてはいるが、それでも一定数の死者が出ている。その他、操縦士は幹線移動機関の傍に住まなければならない。このため、長道も基地直通エレベータが設置されている近くの物件を選んでいる。
光合成
現行のシドニア人が遺伝子改造によって得た能力。小型のライトでも可能である。現実における葉緑体を用いた光合成とは異なるが、同様に光エネルギーから人体に必要な栄養素を生成する機能を持つと思われる。基本的に裸で行うため、相手を光合成に誘うことは食事に誘う以上の意味を持っている。
重力
シドニアでは星の重力を知らないことに由来する憧れや安定の象徴として、様々な行事や物の接頭語として使われている。
重力祭り
シドニアで開かれる大規模なお祭り。当日は街路にヘイグス灯篭を灯した屋台が並び、人々は着飾って賑わう。
ほぼ百年ぶりとなるガウナの襲来に改めて戦時下を認識したシドニアの人々は、谷風が地上に現れた年の祭りを最期に自粛してしまう。
第四次奇居子防衛戦直後の祭は、シドニア艦橋で僅かな生存者が焚き火を囲む形ばかりのものだった。
重力杯
重力祭り最終日に行われる衛人による模擬戦闘。カビザシを模した槍で武装し、相手から一本を先取した方が勝ち。一対一の個人戦と班同士の集団戦がある。
重力麺
自動販売機で売られている即席カップ麺。キャッチコピーは「伸ばして一秒」であり、蛇腹状に折り畳まれたカップを上下に引っ張るとすぐ食べられ、熱湯を注ぐ必要がない手軽さから長道もよく食べている。
重力水
単なる精製純水であるが、東亜重工は重力の名を冠して重力精製水とラベルに印刷している。播種船シドニアにおいて水は再利用されるものの、定期的に船殻や船体が貫いている小惑星（天然資源採掘坑）や宇宙を浮遊している惑星から集めている。
重力さつまあげ　重力こんにゃく　重力はんぺん　重力ちくわ　重力たまご　重力だいこん
アニメ版の居酒屋「ねぎくじら」で追加されたメニュー。他にも「シドニアビール」や「ガウナ風ロールキャベツ」等がある。
重力おでん　重力わかめうどん　重力玉子うどん　重力青菜そば　重力天玉そば　重力天ぷらそば
アニメ版2期にて、同居酒屋に訪れた際、更に見えるようになったメニュー。
重力鶏
ドラマCDにて、ヒ山が鍋か唐揚げにしようと買った鳥。
重力米
高級品の模様。ガウナ撃退の英雄である谷風に、ロッカー目一杯に詰められて贈られた。
アニメではヒロキの弔いにシドニアのスタッフから贈られ、ヒロキの墓標となった居住区最下層に供え物として供された。
重力館
基底湖に面した旅館。看板が傾き、カラスがたむろしている。小林が「田中」の名前で女将に、落合（クローン）が仲居に扮して長道らを迎える。
第1回水城乗員人気投票
水城内で行われた搭乗員の人気投票。女子更衣室覗き見事件の再調査に焦った弦打が、なんとかうやむやにするために始めた。
海苔
培養した海苔は食用に供されているが、天然海苔は生産設備が第四次奇居子防衛戦で失われたことから現在のシドニアでは生産されておらず、大変な貴重品とされる。また失った施設に対する復活の象徴として岐神家等が名前にあやかる事もある。
浜形が谷風によって救援された際に、浜形の祖母は谷風へ缶入りの天然海苔をお礼として贈った。
ウチク茸
シドニアに生える新種のキノコ。図鑑を見てつむぎが気に入るが、食べられるかは別問題であった。元ネタはアニメOP「シドニア (曲)」の歌詞。なお、アニメ版ではつむぎが纈との会話の中で「キノコトランプ」なるものを所有していることを口にするが、本品との関連は不明である。
ヘイグス炊飯器
米と水を投入して数秒で御飯が炊き上がる画期的な装置で、イザナが実家で使用している。ヘイグス機関の応用らしい。
シドニア不思議物語
シドニアにある不可思議な話を紹介した本として登場し、落合が行っていたエナ実験について触れられている。
重力館に宿泊した際に纈が持参した物であるが、実はつむぎの蔵書でもある。
八機掌位勲章
アニメにて、谷風にシドニアの騎士になった証として授与された勲章。
その名にあるように八芒星が造形されており、シドニアの国章を象っている。勲章という文化自体は既に廃れていたが、戦意高揚を兼ねて惑星ナイン奪取後に盛大な授与式が行われた。
映画
纈が谷風宅に宿泊した際に持参した映画作品。原作では「BIOMEGA」、アニメでは「BLAME!」のタイトルを冠している。
視聴している間、若干退屈そうな谷風に対してつむぎはのめり込んでいた。
アニメ版では『BLAME! 端末遺構都市』と題し、数十秒のショートアニメとして製作。後にこれを基とした劇場版アニメが製作される事となった（詳細はBLAME!#2017年劇場アニメを参照）。

### 施設・設備
居住塔
居住区の大空間の中心を貫くように建てられた巨大な塔状の建造物。直経は約1.5 - 2km。主芯軸を包み込むように存在する住居や施設は、それぞれが入り組んだ通路や階段、共同管で結ばれた連続的な立体構造をしている。居住区内は「ヘイグス灯」で照らされ、天気や季節も再現される。現在はヘイグス粒子を温存するために冬モードになっており、熱利用の効率化から可能な限り集まって暮らすことを推奨している。
居住区の下は、かつて斎藤ヒロキが逃げ込んで長道を育てた地下層へと繋がる。不要になった機器などが投棄される区画であり、無数の仮象訓練装置も見られる。出入りに制限はないが、逃げ込んだヒロキを発見できなかったほど混沌としている。
外周壁
シドニア外周部の居住区側内壁。居住塔との間に空中連絡橋が各所で渡されている。家屋は高級物件であり、ある程度上級の船員でないと居住許可が下りない。長道は無制限居住許可書を所持しており、つむぎ本体の部屋（船殻）に近く、訪れるのに都合の良い旧配管の多い物件を借りている。
ラピュタ
居住区の大空間に浮遊する岩塊。ウミガメのような海棲生物の生息する小規模な海岸や滝、桟橋に付随したボートハウス、中世ヨーロッパの古城を模した宿泊施設等が点在するリゾートエリア。正規操縦士等でない者が入るには、その招待が必要である。
海水層
シドニア内部の4分の1を占めており、大型のイカやクラゲ等の海棲生物が生息している。地球の海に生息していた生物の「ノアの箱舟」としての役割を担っている。
ヘイグス誘導海中浮遊槽
海水層内を透明なカプセルに入って漂う娯楽施設。定員は4人。正規操縦士1名につき、同伴者1名の利用が許される。
千秋郷
かつてシドニアが地球を周回した際、初代艦長が造らせたという景勝地。桜の名所。巨大な展望ドームに希少な無重力対応風呂もある。かなり上位の船員しか入れない。
外宇宙生命体研究所
通称「外生研（がいせいけん）」。ガウナの研究を主としており、回収した胞衣（エナ）を収容する施設がある。有事の際には切り離せるようシドニア外殻上の船外にあり、船内とは直接繋がっていない。長道が回収したエナ星白もここへ運ばれた。
MSCF（最厳重警備隔離施設）
最上位船員でなければ近づくことも許されない施設。「5」と付番された施設には、過去に落合が生み出した融合個体が保管されている。ユレの管轄下にある。
基底湖
居住区最下部にあり、人工降雨雪装置のもたらした水を貯留するダム湖。重力館の客室から見渡せる穴場。
ちなみに基底部ではその涼暗さからか、春菊や木クラゲが栽培されているようで「ねぎくじら」のメニューに採用されている。
有機転換炉
有機物を循環利用する装置。資源は大変貴重であるため、日常生活から出るゴミを始め、亡くなった人もここに入れられる。谷風によると、子供の躾けとして悪い事をすると転換炉に入れられて肥やしにされると言われていた模様。
配管
居住区や外周部に通じる大小各種の配管があり、上下水道・空気・電気を送る他、有機ゴミを回収する有機転換炉管もある。それらを収容する共同管は構造体製で重力障害に強いことから、隣接する家屋は高級物件となっている。最古の転換炉管には御神木のように注連縄が張られて祀られている。つむぎやかなたはこれらの配管を潜ってシドニア各所に出没していた。

### 組織・団体
東亜重工
有力な開発・生産企業で、衛人を始めとする各種兵器、操縦服などの装備類、船内の設備・備品や日用品に至るまで様々な研究開発と生産を担っている。一八式衛人の生産を岐神開発に奪われたため規模を縮小していたが、一九式衛人の開発で復活する。名称は作者の複数の作品に登場する企業名で、一種のスター・システム的なガジェット。
岐神開発
有力な兵器開発企業で一八式衛人の生産を行ってきたが、後継機は東亜重工が開発した一九式衛人とされたため、その下請けに回ることになる。後に岐神海苔夫を乗っ取った落合の下で、融合個体を作り出す拠点となる。
不死の船員会
シドニアの意思決定権を握る最上位船員の集まり。6世紀前に謎の建造物を調査したメンバーである小林らが設立した。
ブリッジの上に専用室がありメンバーは一部を除いてそこに集合しており、設置された機械に入っている。機械に入るか入らないかの基準は定かではない。「各人の持つ知識と経験は個人のものではなくシドニアのもの」という誓いを立てており、勝手に死ぬことは許されない。そのため老化を抑止する薬を使用して不老を保つのを許され、換装用のクローンも用意されている。不老不死の船員達であり、不死身ではない。また、斎藤やヒ山のように権限を剥奪された者も存在する。不死の船員会の存在は限られた人間にしか知らされておらず、一般では噂が流れる程度で都市伝説化している。原則として最上位船員は一般船員の前では仮面を着けており、その身分が明らかになる形で素顔を晒すことはない。
落合（岐神）によって補助脳の全記憶がシドニアの元に戻った後、小林の弾劾を決めた船員会メンバーは、小林の指示のもと、落合クローンによって全員射殺された。シドニアの総意思決定は小林が執ることになる。小惑星攻撃時には脱出船を用意していたこと、谷風に猜疑心を抱いていたことなどが、小林が行動を起こした原因と考えられる。
後に小林は新しい最上位船員会を編成。科戸瀬ユレ、佐々木、谷風、他数名をメンバーとする。新しい船員会はシドニアの知識を維持するのではなく、これからの大シュガフ船との戦闘、総攻撃艦隊の指揮、逃走した落合（融合個体二号）の動向など、シドニアの将来をテーマとする新しい組織に生まれ変わった。
非武装主義者
ガウナは「カビザシ」に引き寄せられてやって来る「カビザシ＝ガウナ連動論」を唱え、シドニアが「カビザシ」を放棄してこちらから攻撃しなければ、ガウナも襲ってこないと考える集団。また、長道が現れてからガウナの出現が頻発したため、長道がガウナを呼び寄せていると考える勢力もいる。一部がガウナとの戦争を続けるシドニアから降り、非武装で「レム恒星系」へ植民しようとするが壊滅。ガウナがヘイグス粒子に反応することが確認されてからは、非ヘイグス船を建造してシドニアから出て行こうとするが、植民の原則を守っていた艦長にも呆れられ、船内での立場も消失した。

### 惑星・他
地球
1000年以上前に崩壊しているため、現行のシドニア人は歴史上でしか知らない。
謎の建造物
物語開始の6世紀前にシドニア付近を漂流していた未知の構造物。表面に多数の穴が開いた巨大な三角錐の形をしている。斎藤や小林らが内部を探査中にカビを発見すると同時に、人類初となるガウナの撃破に成功した。
レム恒星系
シドニアが植民のために向かっていた恒星系。恒星レムを中心とし、物語開始時点で9個までの惑星が確認されている。
惑星「シックス」
レム恒星系6番目の惑星。 大シュガフ船攻撃における主本体走査を行うため観測艦隊が向かっている。
惑星「セブン」
レム恒星系7番目の惑星。 豊かな水を持つ惑星で、衛星も持っている。シドニアからの非武装主義の植民者がテラフォーミングのために衛星へ前哨基地を設けたが、大シュガフ船に衛星ごと破壊された。以後、大シュガフ船はこの惑星の軌道上に留まっていた。大シュガフ船総攻撃の際、エナに覆われてしまいエナ汚染を危惧されたが、理由は不明だが地球環境をほぼ再現したテラフォーミングがガウナによって行われた。これによりシドニアの船員半分が入植し、シドニアの使命を達成した。
惑星「エイト」
レム恒星系8番目の惑星。 重力子放射線射出装置により、エナとエネルギーを失った落合（融合個体二号）がここで体を修復している。
惑星「ナイン」
レム恒星系9番目の惑星。ガス大気の惑星で、惑星大気内には多数の浮遊大陸が存在し、環といくつかの衛星を持っている。大シュガフ船との対決を決めたシドニアがガウナとの戦闘の末に掌握し、環からの資源調達や訓練などを行っている。衛星の1つは、重力子放射線射出装置により破壊されてしまった。

### 奇居子
奇居子（ガウナ）
共通紀元2109年に太陽系外宙域で人類が遭遇した外宇宙生命体。
作者の複数の作品に登場する怪物で、一種のスター・システム的なガジェット。
ただし名称は作者の創作ではなく、「ヤドカリ」は別名を『寄居虫』と書き、読みも『がうな』『ごうな』等がある。ヤドカリ（本体）が他種である巻貝の貝殻（胞衣）を利用する生態から引用されたものと考えられるが、本体・胞衣ともにその由来が作中で語られることはない。
人類がヘイグス粒子を新エネルギーとして利用し始めるのとほぼ同時期に現れ、2371年に太陽系へ侵入した衆合船（詳細は後述）は、46体のガウナを投下して地球を破壊するなど、人類に壊滅的打撃を与えた。人類が太陽系から脱出した後も、執拗に追撃を続けている。シドニアでは、「ガXXX」のようにガの後に発見順の番号を振った番号識別（物語最初に登場したガウナの場合は「ガ487」）が付けられ、場合によってはさらに個体名が付与される。
基本構造は丸い本体があり、それを外皮であり多様に変化させられる胞衣（エナ）が包み込んでいる。本体に蓄えたヘイグス粒子を消費してエナを再生・変化させるため、本体が破壊されない限り宇宙に無尽蔵に存在するヘイグス粒子を吸収し、永遠に再生し続ける。ただし、本体殻は非常に硬くカビでしか破壊することができず、またエナの膜が1cmでも残っているとカビが通らないため、完全に撃破するにはエナを綺麗に排除し、本体を少しでも完全に露出させた上でカビで破壊する必要がある。当初は、通常1体1では衛人の攻撃量をエナの再生速度が上回るため、複数機で1体のガウナを連携して攻撃する必要があったが、GCPDS（ガウナ本体貫通弾）の発明により、1対1でも撃破可能になった。
動きは素早く、力も非常に強い（最新式の継衛改二以上）ため、接近戦は大変危険であり、組み付かれたり触手で掴まれた場合、僚機に救出してもらうか、砲撃でエナを吹き飛ばすしか衛人での脱出方法はない。ヘイグス粒子とカビを集中的かつ優先的に狙う性質があり、それらがない場合はガウナの探知範囲に入らなければ発見されない。シドニアでは長らくガウナの取る行動に意味はないとされており、戦略･戦術などもないとされていたが、紅天蛾の登場以降は罠や待ち伏せといった行動、シドニア側の弱点をついた攻撃が頻繁に見られるようになった。
大シュガフ船総攻撃作戦においては、シドニア軍各艦隊にシドニアより巨大な小シュガフ船36隻を送り込むという、過去前例のない大規模作戦を展開して反撃してきた。これは大シュガフ船が明らかにシドニアに敵対する意思を持っている証左であろう。
胞衣（エナ）
ガウナ本体を覆う物質。
地球型生物同様に細胞質であることが触れられており、本体が宇宙空間から収集・蓄積しているヘイグス粒子を利用して、幾らでも短時間で大量に生成できる。また、机上の空論に過ぎないような機構すらも再現できる言わばなんでも作れる物質であり、ガウナはこれを利用して多様な形態をとる。頻繁に人体の形状を模倣しており、形状だけでなく捕食した人間の遺伝子情報やその搭乗機である衛人を再現することもある。ガウナ学によれば、ガウナがエナによって人間を完全再現した場合、元となった人間と寸分たがわぬ人格を持つだろうと予測されている（実際、エナ星白は谷風に興味を持ち、アウロスに捕食され再現された仄炒と一九式の操縦士は撃破直前までシドニアに帰ろうとしていた）。本体のガウナ殻を再現してエナとの多重装甲を作られると、人工カビでも手出しが困難（融合個体のみが破壊可能、後にGCPDSと通常弾による高速交互射撃でも可能となる）である。
通常、本体を破壊されるとエナは制御を失って泡状に分解する。しかし、本体破壊前に切り離されたエナは、エナ星白のようにそのままの形を保つ場合もあり、回収に成功した各種エナがシドニアに多数保存されている。基本的にエナの制御はガウナ本体によって行われるため、回収されたエナが単独で行動し、人間を襲った事例は少なくともシドニアにはない。
この回収されたエナはシドニアの物質科学を支える重要戦略物資であり、どんな物質で構成されているのかすら判らなかったカビも、エナを基礎とした物質生成技術と融合個体を用いる事で、人工カビを作成する事に成功している。落合（岐神）の復活以降の超構造体・新型ヘイグス機関の製造にも関わっており、特に人間の女性を模した人型エナは、人間の人格を宿したガウナとのハイブリッド＝融合個体を作るのに欠かせない貴重な存在である。
衆合船（シュガフせん）
無数のガウナの集合体で、ガウナの巣および母船として機能する。主本体と呼ばれる本体の密集している場所があり、そこを全て破壊されるとガウナが残っていても崩壊する。
大シュガフ船
長道が地上に出たのと同じ頃、シドニアから3光年先に発見された惑星に匹敵する大きさを持つ超巨大なシュガフ船。レム星系にて移住者を衛星ごと壊滅させ、惑星セブンの軌道上にとどまっている。後に本体の総数が増加していることが確認され、ガウナの本体生成機能を持つことが確認された。
大シュガフ船総攻撃の際、重力子放射線射出装置により主本体を破壊され、撃破される。その直前、エナで惑星セブンを覆い尽くしたが、これによってセブンは地球環境をほぼ再現したテラフォーミングが為された。
小シュガフ船
小規模な衆合船の呼称。ただし、大シュガフ船より小さいだけで全長30km近いシドニアより大きな小シュガフ船もいる。連結して巨大なシュガフ船になる事もある。
オカリナ
シドニアが自由浮遊ガス惑星を破壊した際、残留ガス塊から出現した小シュガフ船。当初は「小シュガフ船二一」と呼称されていたが、緑川纈が識別のために命名した。推定内包ガウナ数は5000体。主本体は1個。谷風が内部へ突入して主本体を破壊したことにより、撃破された。
アウロス
水城が恒星レムに向かう途中、航路上に隠れていた連結型ガウナが変形した小シュガフ船。推定内包ガウナ数は500体から1000体、主本体は3体。オカリナに比べて規模の小さいシュガフ船で、水城の性能であれば余裕で撃破できる相手だが、予想外の反応をしてきたために戦死者を出し、戦闘中にはガウナとの衝突で船体に損害が出る。纈の操船により、重質量砲による艦砲射撃で撃破された。
連結型ガウナ
複数のガウナが結合したガウナ。本体数も多く巨大で中には小シュガフ船に変形するタイプもいる。主本体がないのでシュガフ船に比べて能動的な行動はしてこないが、撃破には個々の本体を破壊する必要がある。
紅天蛾（ベニスズメ）
シュガフ船や連結型ではない1個体のガウナとしては、最も高い戦闘能力を有するもの。当初は「ガ490」と呼ばれた。
星白を戦死させた連結型ガウナ・ガ488との戦闘で、本体1個が逃げる。小林艦長は逃亡先である自由浮遊惑星の破壊を指示。その結果出現した衛人型ガウナは、3体であった。作中では、それ以上に詳しい因果関係は示されない。3体とも右肩部に星白機の機体番号である「702」の文字が現れ（ただし文字の並び方は3体それぞれ異なる）、また操縦士の姿をしたエナを有する。戦闘により2体が除去されたが、残るガ490は衛人5機を撃破したのち撤退。後日、これが「紅天蛾」と命名された。
他の個体よりも高い運動性能、星白機の通信回線を使って短いながらも言葉を発する。（不気味な笑みや衛人の撃墜宣告が主であるが、原作ではさらにイタイ・コロスなどの発言もみられいずれもカタカナ表記となっている。）、エナで自分のダミーを作ったり損傷した衛人に擬態するなど、特異な能力を持つ。小惑星戦においては当初、推進源となる連結型ガウナに潜んでいたが、第二小隊の攻撃を受けて主本体から分離し、一撃で同小隊を全滅させた。
惑星ナインにおいては、よりヒト型に近い形状で出現する。「702」の文字は額の左側に現れる。当初は、白骨化したかのような全身（ただしヒトの骨をそのまま模したものではない）に、仮面のような顔、体長より長い翅、といった特徴を示す。つむぎとの戦闘でいったん撃破されそうになるが、つむぎからヘイグス粒子を奪い復活。形状が変化して、より星白に近い顔立ち、カミキリムシなどの甲虫に似た形の翅、などになる。つむぎが発した言葉を形勢が逆転してからつむぎに言い返す、谷風機の唯一の弱点である頭部の射出口に向けてヘイグス粒子砲を撃つ、谷風機の電源を落とすなど、一定の知能をうかがわせる行動を取る。エナを谷風機に侵入させ、操縦室内にエナ星白を再現して谷風の身動きを封じるが、イザナの機転でエナの侵入経路を絶たれ、谷風の操縦により本体を破壊されて泡状分解した。
アニメ第１期は衛人型の形状で登場。「702」の文字は左肩部に表出する。同第２期では原作の惑星ナインにおけるヒト型の形状のうち、後半の状態で登場する。シドニアの司令室において、「エナ干渉波の固有パターン照合」によりガ490「紅天蛾」だと識別するシーンがある。
作者の読み切り作品に『戦翅甲蟲 天蛾（せんしかっちゅう すずめが）』があり、類似したデザインの存在が登場する。当初の構想では次回作をこの作品に近いものにしようとも考えていたが、最終的には王道的な内容である本作に変更したという。

## 歴史年表
- 2109年 - 太陽系外にて地球外生命体（ガウナ）とのファーストコンタクトが行われる。
- 2371年 - 衆合船が地球に接近して46体のガウナが降下し、ほぼ同時期に人類がヘイグス粒子の運用を実用化する。
- 時期不明 - ガウナにより地球は破壊され、播種船が太陽系からの脱出を開始する。
- 2384年8月2日 - シドニアが出航する。[注 15]
- 2513年11月6日 - 2691年2月26日 - シドニアから最も近い距離の播種船アポシムズが最終交信を行う。内容は「さよならシドニア」。
- 2700年頃（シドニア出航紀元500年頃）
  - 知的生命体に建造されたと思われる謎の建造物を発見し、その調査中に遭遇したガウナを建造物内で発見した謎の物質（カビ）により撃破する。
  - 斎藤ヒロキ、小林、ヒ山、落合の4人は「不死の船員会」設立時の構成員となる。
- 時期不明 - ガ273のエナの一部を回収する。
- 時期不明 - 落合が回収された人型エナを解剖中、人間の子宮に酷似した器官を発見する。
- 3300年頃
  - 第四次ガウナ防衛戦。ヒロキにより融合個体とガウナは撃破されるも、シドニア船員は不死の船員会24名（落合を含めた場合25名）、一般船員392名まで減る。
  - 落合がメインコンピュータの中央記録を補助脳に移し、元のデータの大半を破棄する。事件後、ヒロキにより逮捕される。
  - ガウナの侵入時に食糧プラントを失ったために食糧危機に陥るが、科戸瀬ユレが遺伝子操作により光合成能力を得る方法を提案し、実行される。また、落合を使って補助脳からデータを安全に抽出する技術を確立する。そのため、ユレは能力を評価されて不死の船員会の構成員となる。
  - ヒロキがシドニア中央の意向に反感を持って逃亡し、隠匿生活に入る。
- 時期不明 - 主力衛人は岐神開発の一八式へ、東亜重工は下請けへそれぞれ移行する。
- 3380年
  - ヒロキが発見されるが、不老薬を摂取していなかったために老衰していた。そのため、小林により初めから不死の機能を組み込んだヒロキの換装用クローン（谷風長道）が造られる。
  - ヒロキが幼い長道を連れて再度逃走し、ヒ山はヒロキの逃亡を幇助したことで不死の船員会から解任される。
- 3391年 - ヒロキが死亡する。
- 3394年（シドニア出航紀元1009年） - 食料を探しに地上へ出てきた長道が発見される（第1話）。
- 時期不明 - 惑星セブンをシドニアが制圧。植民に成功する。

### 主な戦役
第四次奇居子防衛戦
第1話の100年前に発生したガウナとの大規模戦闘。
戦闘末期に落合が起動した融合個体が暴走してカビザシを投棄してしまったため、シドニア居住区内へガウナ2体が侵入、カビザシを回収して戻った斎藤ヒロキの活躍により全滅は免れたが、417名の生存者を残し人口の99％が失われる大惨事となった。
この危機から早期に立ち直るため、科戸瀬ユレの提案で少ない食料でも生きられる光合成能力を付加する遺伝子改造が実施された。また、これ以降はガウナとの遭遇を回避することに徹していたため、第1話時点では最後の直接戦闘でもある。
原作では回想としてのみ語られているが、アニメ第1巻にBD特典として書き下ろし漫画『シドニアの騎士 前日譚 第四次奇居子防衛戦』が収録されている。
シドニアの騎士 前日譚 第四次奇居子防衛戦
回想とは若干シナリオが異なるが、落合（融合個体二号）出現時にはこちらのシナリオに沿う様、本作の設定が変わっている。
100年前、シドニアはシュガフ船の接近を受け、落合（オリジナル）はカビの投棄を小林に提案する。しかし小林は、シドニアがカビを持たない時代でもガウナの襲撃を受けたとして拒否、ガウナとの決戦を決意する。落合（オリジナル）は小林の命令により、ガウナ学に関する研究をとりあげられる。しかし、落合（オリジナル）の謀略によりシドニアの各所で爆発が発生。同時にカビザシ全てがシドニアから投棄され漂流する。落合（オリジナル）は融合個体に搭乗し、シドニアを降りる事を小林に宣言し、融合個体によってシドニアを攻撃する。斎藤ヒロキ率いる斎藤班は融合個体を目撃するも、ヒ山ララァの願いによりカビザシの回収に向かう。ヒ山は落合（オリジナル）の説得を試みる。その時シュガフ船はシドニアに向かってガウナを射出。この時、落合（オリジナル）が乗る融合個体が暴走、ヒ山班に取り押さえられる。ガウナ襲撃に備え、居住塔中心部への一般船員が避難する中、一体目のガウナがシドニア内部に侵入。居住塔中心部への攻撃を開始する。そして二体目のガウナが侵入し、斎藤がカビザシを持ってシドニアに戻ってきた時には居住区に明かりは無かった。小林も避難しようとしていたが、二体目のガウナと遭遇。その危機を一体目のガウナを倒してきた斎藤によって救われる。そして、以後本編で語られる混乱の時代を経て、斎藤を失った小林は谷風長道との出会いを、英雄との再会として失われていた喜びを取り戻す。
第九惑星戦役
大シュガフ船がレム恒星系の惑星セブンへ侵攻、移民者を全滅させたことに端を発する一連の戦い。アニメ版第二期のサブタイトルにもなっている。
戦いは避けられないと判断したシドニアは大シュガフ船を破壊し、ガウナを殲滅するための補給と拠点獲得のため、同じ星系内の惑星ナインを確保する事を最初の目的とした。ガウナ側もこれを予測し紅天蛾を初めとした多数のガウナを配していたが、融合個体と新たに投入された高コスト実験機の活躍により、ナインはシドニアの拠点となる。居住にこそ適さないものの、環を構成する多数の岩塊が天然の防壁と物資の供給源となり、以後ガウナとの攻防を繰り返しつつ、着々と決戦の準備を進めていく事になる。
大シュガフ船本体破壊作戦
大シュガフ船撃破のために立案された作戦、小林曰く大シュガフ船総攻撃作戦。本来はシドニア（惑星ナイン）と大シュガフ船（惑星セブン）が恒星レムを中心に真反対になる最も距離の離れた時期に戦力を整えてから攻撃する予定であったが、大シュガフ船の本体数が増加している事実と落合（融合個体二号）の出現により、急遽発動された。
鶴音型戦術防巡艦3艦隊27隻（第1攻撃艦隊、第2攻撃艦隊、観測艦隊に各9隻づつ）、完成している全一九式衛人、融合個体と2つの重力子放射線射出装置で構成されるシドニアのほぼ全戦力を投入。作戦の前段階として8つの半自律転換機構をレムの公転軌道に投入、エネルギーを蓄積させる。作戦第一段階にて観測艦隊が惑星シックスに向かい、残る2つの攻撃艦隊が最低1つの転換機構をレムで回収する。作戦第二段階では、観測艦隊に所属するイザナの高度な探索能力によって大シュガフ船の主本体を走査し、攻撃艦隊がその情報を元に転換機構のエネルギーを使用した重力子放射線射出装置で、主本体への超長距離狙撃攻撃を行うという大規模作戦。
航路の半分を過ぎまでは順調であったが、第2攻撃艦隊が今までにない規模の小シュガフ船に攻撃を受け、壊滅・行方不明となる。小林は二零式による緊急支援を決定し、谷風を残存艦隊の救援に向かわせるべく東亜重工に二零式の完成を急がせ、若干未完成であったがロールアウトする。そんな中で修復を終えた落合（融合個体二号）が第1攻撃艦隊に向い、さらに第2攻撃艦隊を壊滅させた小シュガフ船の同型がシドニアと第1攻撃艦隊の両方に同時に多数出現。谷風は新型推進機関単輸送船・月航により第1艦隊へと向かう。第1艦隊は纈の機転により、重力子放射線射出装置を新型推進機関に改造してガウナ側戦力から脱出するも、その先で落合（融合個体二号）が待ち受けていた。落合の攻撃により、転換機構一つと防准三隻が破壊されるが、衛人隊の連携攻撃と水城の重質量砲による艦砲射撃で撃退、落合は逃亡する。ガウナ戦力が第一艦隊に追いついてしまったが、第三艦隊の応援が到着し、ガウナ船団への反撃を開始。シドニアは継衛改二に搭乗した岐神を筆頭とした岐神班ほか残存戦力全てを展開して防衛を開始する。シドニアの高出力ヘイグス粒子砲と衛人隊の連携攻撃によりシュガフ船を一隻破壊、しかし残り5隻が合体しシドニアより遥かに巨大なシュガフ船となる。合体したシュガフ船はシドニアを捕食しようとして、シドニアは海水槽を失い居住区に侵食が始まった所で主砲・主芯軸重質量砲を発射。シュガフ船は粉砕される。残った主本体を破壊する為に岐神班が向かった。連結型シュガフ船は既にエナを再生しつつあったが、岐神と稲汰朗により主本体を破壊。シドニアは船体の1/4を失う大破をしたが防衛に成功した。第2艦隊はつむぎの身を挺した献身により一隻が脱出に成功、ガウナからの追撃も谷風によって小シュガフ船を一撃で破壊、安否が確認される。谷風は重態のつむぎをつれて第1艦隊の救援に向かった。第一艦隊を包囲したシュガフ船は結合を説き27万3千体ものガウナとなって第一艦隊への攻撃を開始したが、その包囲網を突破しようとする際谷風が合流、突破口を確保する。個別撃破によってガウナをほぼ駆逐し、谷風が落合との命がけの一騎討ちで確保した転換装置によって大シュガフ船を攻撃、これを撃破する。しかし、セブンは大シュガフ船が残したエナに覆われエナ汚染が危惧されたが、理由は不明だがエナにより地球環境を再現するテラフォーミングが為された。

## 書誌情報

### 単行本
- 弐瓶勉 『シドニアの騎士』 講談社〈アフタヌーンKC〉、全15巻
  1. 2009年9月23日第一刷発行（同日発売[19]）、ISBN 978-4-06-314597-7
  2. 2010年2月23日第一刷発行（同日発売[20]）、ISBN 978-4-06-310633-6
  3. 2010年7月23日第一刷発行（同日発売[21]）、ISBN 978-4-06-310680-0
  4. 2010年12月22日第一刷発行（同日発売[22]）、ISBN 978-4-06-310716-6
  5. 2011年5月23日第一刷発行（同日発売[23]）、ISBN 978-4-06-310753-1
  6. 2011年10月21日第一刷発行（同日発売[24]）、ISBN 978-4-06-310783-8
  7. 2012年3月23日第一刷発行（同日発売[25]）、ISBN 978-4-06-387812-7
  8. 2012年7月23日第一刷発行（同日発売[26]）、ISBN 978-4-06-387833-2
  9. 2012年12月21日第一刷発行（同日発売[27]）、ISBN 978-4-06-387853-0
  10. 2013年5月23日第一刷発行（同日発売[28]）、ISBN 978-4-06-387886-8
  11. 2013年10月23日第一刷発行（同日発売[29]）、ISBN 978-4-06-387928-5
  12. 2014年3月20日第一刷発行（同日発売[30]）、ISBN 978-4-06-387965-0
  13. 2014年8月22日第一刷発行（同日発売[31]）、ISBN 978-4-06-387991-9
    - 『CD付き シドニアの騎士13 特装版』 2014年8月22日第一刷発行（同日発売[32]）、ISBN 978-4-06-358707-4

  14. 2015年2月23日第一刷発行（同日発売[33]）、ISBN 978-4-06-388033-5
  15. 2015年11月20日第一刷発行（同日発売[34]）、ISBN 978-4-06-388102-8
    - 『シドニアの騎士15 限定版』 2015年11月20日第一刷発行（同日発売[35]）、ISBN 978-4-06-358791-3

### 新装版
- 弐瓶勉 『新装版 シドニアの騎士』 講談社〈アフタヌーンKC〉、全7巻
  1. 2017年10月23日発売[36]、ISBN 978-4-06-510569-6
  2. 2017年10月23日発売[37]、ISBN 978-4-06-510562-7
  3. 2017年11月21日発売[38]、ISBN 978-4-06-510563-4
  4. 2017年11月21日発売[39]、ISBN 978-4-06-510565-8
  5. 2017年11月21日発売[40]、ISBN 978-4-06-510567-2
  6. 2017年12月22日発売[41]、ISBN 978-4-06-510590-0
  7. 2017年12月22日発売[42]、ISBN 978-4-06-510591-7

### その他
シドニアの騎士 前日譚 第四次奇居子防衛戦
テレビアニメ『シドニアの騎士』Blu-ray Disc 第1巻 初回生産限定版に同梱。
シドニアの騎士 つむぎ、『ブラム！』にはまる。の巻
テレビアニメ『シドニアの騎士 第九惑星戦役』Blu-ray Disc 第1巻 初回生産限定版に同梱。フルカラー。
シドニアの騎士 トリビュートマンガ・イラスト集
2021年5月14日発売。ISBN 978-4-06-523765-6。

## シドニア百景
漫画版の扉ページで毎回描かれるシドニアの風景。劇中にも同名の書籍が登場する。
1. 居住区1（谷風長道の初陣）
2. 下層動力不安定地区（山野栄子の星空）
3. 高速人荷用昇降軌道（岐神海苔夫の激高）
4. 外周連絡橋16号住居側基礎周辺（赤井持国の栄光）
5. 校舎裏（星白閑の捜索）
6. 第三自動公園（谷風長道の帰艦）
7. 艦長の部屋（星白閑の敬礼）
8. 河川敷集合住宅と緑川纈（第二八代艦長の決断）
9. 公衆浴場島田湯（田寛ヌミの週一食）
10. 有機転換炉家庭用入口（科戸瀬イザナの溜息）
11. 操縦士寮隠し通路（不死の船員会）
12. 操縦士寮裏（斎藤ヒロキの暴走）
13. 居住塔中心部付近（谷風長道の決断）
14. 地下配管路（科学者落合の娘）
15. 不明（改修中のどこか）（科戸瀬イザナが見た夢）
16. 衛人用ゲート（岐神海苔夫の葛藤）
17. 外生研内ガウナ標本槽（科学者落合の陰謀）
18. 岐神開発付近路地（小惑星の接近）
19. 操縦士寮旧非常階段（723の抱擁）
20. ガウナが再現した町（第一小隊の奮闘）
21. シドニア第三病院屋上（東亜重工の再始動）
22. 居住塔最上階層外壁（エナ星白の受胎）
23. 操縦士用外階段（科戸瀬ユレの逡巡）
24. 旧研究施設（仄煉の決意）
25. 外部階段（こ・2）（白羽衣つむぎの御目見え）
26. 居住塔最上部（白羽衣つむぎの能力）
27. ヘイグス灯点検口付近（オカリナ攻略戦　前編）
28. 資源分離槽（オカリナ攻略戦　後編）
29. 科戸瀬邸とその周辺（白羽衣つむぎの願望）
30. 外周壁エレベーター前（白羽衣つむぎの思慕）
31. 外周壁住居屋根（惑星ナインへの進入）
32. 菓子屋階（弦打操縦士の憂鬱）
33. 無人屋台階（緑川纈の決断）
34. 試験機格納庫（かなたのはじまり　前編）
35. 町工場階層（かなたのはじまり　後編）
36. 新第七格納庫（臨界不測兵器の開発）
37. 千秋郷（谷風長道の極秘任務）
38. 空気管理局（遭難者の救出）
39. 西1483-34-4共同管点検口（ヒ山ララァの奮闘）
40. 第八船員ホール裏出入り口（大シュガフ船の存在）
41. 仄姉妹の住居とその周辺（市ヶ谷テルルの転向）
42. シドニア最古の転換炉管（不定形のガウナ）
43. 魚類養殖場（仄炒の救出）
44. 修繕予定管（水城の能力）
45. 放風路（恒星レムの引力）
46. 東亜重工社員寮（新操縦士の初陣　前編）
47. 外周路連絡橋内部通路（新操縦士の初陣　後編）
48. 不明（白羽衣つむぎの夢）
49. ヘイグス流路接続端子（かなたの解体）
50. 融合個体一号格納庫（小林艦長の未練）
51. 最上層付近市場（攻撃艦隊の危機）
52. 操縦士寮F棟（谷風長道の焦燥）
53. 東亜重工動力流路（岐神海苔夫の復帰）
54. 第三衛人格納庫外部階段（二零式の出撃）
55. 副司令官室連絡通路（つむぎの我儘）
56. 東463番居住区吹き抜け（第一攻撃艦隊の迎撃）
57. 艦長官邸（小林艦長の覚悟）
58. 居住塔最上層住居（岐神班の戦い）
59. 共同管内部（シュガフ船の逆襲）
60. 旧居住区（シドニアの騎士）
61. 衛人搭乗用通路（最終話・ガウナとの終戦）

## アニメ
テレビアニメ
第1期
2014年4月から6月までMBS、TBS、CBC、BS-TBS『アニメイズム』B1にて放送された。全12話。第12話の本放送時には第2期の制作が発表された。
第2期
『シドニアの騎士 第九惑星戦役』（シドニアのきし だいきゅうわくせいせんえき）のタイトルで、2015年4月から6月まで『アニメイズム』枠にて放送された。シドニアが大衆合船攻略の前線基地としてレム恒星系第九惑星を制圧するところまでが描かれる。
劇場アニメ
第1作
『劇場版 シドニアの騎士』（げきじょうばん シドニアのきし）のタイトルで、2015年3月6日公開。2週間限定（一部劇場では4月3日まで延長）。また、劇場公開と同時に劇場先行発売版BDが2000部限定で販売。2015年3月25日には一般分のBD / DVDが発売された。
内容はBD特典アレンジアングル版のシーンと同じくBD特典ディレクターズカットで構成され、テレビ放送エピソードのいくつかを省略したダイジェスト版である。
第2作
『シドニアの騎士 あいつむぐほし』のタイトルで2021年6月4日に公開。原作者が総監修を務める。シドニアと大衆合船との決戦を描くが、決戦が第九惑星戦役の10年後で、谷風が成人しているなど、原作とは相違点がある。

### 製作
制作を担当するポリゴン・ピクチュアズの設立30周年記念作品であり、日本のテレビアニメへの本格的な初参入でもある。
ポリゴン・ピクチュアズが得意とする3DCGが利用されているが、「アニメ感を強く出すため」として背景など一部に手書きが併用されており、厳密にはフル3Dアニメではない。監督の静野孔文は、本作を「2Dを活かしつつ3Dを中心に制作した作品」「デジタルアニメーション」と定義している。
日本のアニメ業界は放送当日の納品などスケジュールの遅延が常態化しているが、本作は放送2か月前に納品が完了するなど、海外基準の制作速度が確保されている。
3Dモデル
衛人のCGモデルのベースには、コトブキヤが模型化する際に作成した図面を利用しているが、表面の傷や汚れを単にモデリングするだけでなく、機体毎に傷のパターンを変えたり、部隊ごとに担当エリアが異なるという設定を追加している。また、一八式は部隊ごとに異なる配色にしたり、腕章のデザインを変えるなどの演出がなされている。
キャラクターデザインを担当する森山佑樹は当初、制作当時（2010年代）のアニメで主流となっているデザインを提示したが、監督は流行に乗ったデザインでは原作と違う作品になってしまうと判断し、最終的に原作のデザインに近いCGモデルと森山のデザインをモーフィングした「原作50%と今風50%」の案をベースに3Dモデルを作成した。
BD / DVDでは3Dの利点を活かし、放送版とは異なるアングルからの映像が特典として収録される。また、制作に使用された3Dモデルのデータがダウンロード販売されている。
音響
BDではリニアPCMの2ch音声に加えてドルビーTrueHDによる5.1chサラウンド音声が収録されているが、スターチャイルドから発売されているBDによるテレビアニメ作品では、本作が初めてである。
原作との関係
原作では台詞や呼称に極力外来語を避けて日本語を使っているが、アニメではさらに「対惑星ミサイル」を「対惑星誘導飛翔体」、「シミュレーター」を「仮象訓練装置」と言い換えたり、サブタイトルを漢字2文字に統一するなど、原作の方針をより踏襲している。
一部登場人物の名前や勢威の配置転換の理由など、アニメで初めて明かされた設定も多い。
海外展開
当初からセルソフトの売り上げに依存しすぎない制作費のリクープ（商品売り上げによる回収）をはかるための方法論の一環として、海外へも積極的なネット配信が計画されており、2014年7月からポリゴン・ピクチュアズと直接契約したネットフリックスにおいて、オンライン配信がスタートしている（当時、ネットフリックスは日本でのサービスを開始していなかったが、2015年9月2日から開始を予定している）。
ポリゴン・ピクチュアズは2013年にインドネシアとシンガポールで開催された「ANIME FESTIVAL ASIA」において、谷風役の逢坂などが審査員となった声優のオーディションを開催した。そこで選ばれたシンガポール人のシャーメイン・タンは、第11話で管制官役として参加した。
2015年、ネットフリックスが日本でのサービス開始告知に公開したPR映像は上記の縁により、本作の本編映像をベースに他の配信作品を混ぜた構成になっているほか、本作のキャスト・スタッフが再集合して新たにアフレコを行った公式パロディとも言える映像になっている。
高画質化版
2017年、NETFLIXにてUHD（いわゆる「4K」レベルの超・高画質）視聴に耐えうる映像の強化をはかるため、本編映像をHDR化した版をセルソフトに先駆けて配信開始した。
2019年にはオリジナルマスターデータを基に1期・2期映像を4K化した版を作成、日本では同年4月4日より、NHK BS4Kにて放送（毎週木曜 19時55分〜20時19分）。
受賞歴
2014年11月、アジア最大級のCGの祭典「SIGGRAPH ASIA 2014 Computer Animation Festival」に入選した。また、特に優秀な作品が選ばれる「Electronic Theater」の上映作品に選定された。
その他、「第7回DEGジャパンアワード/ブルーレイ大賞 ベスト高画質賞」 受賞、「VFX-JAPANアワード 2015 テレビ番組部門 」優秀賞、「東京アニメアワードフェスティバル2015 テレビ部門」 ノミネート等。

### スタッフ
|                                        | テレビアニメ                 | テレビアニメ                 | 劇場アニメ             | 劇場アニメ             |
| 第1期                                  | 第2期                        | 第1作                        | 第2作                  |                        |
| -------------------------------------- | ---------------------------- | ---------------------------- | ---------------------- | ---------------------- |
| 原作 構成協力（第2期） 総監修（第2作） | 弐瓶勉                       | 弐瓶勉                       | 弐瓶勉                 | 弐瓶勉                 |
| 総監督                                 | N/A                          | N/A                          | N/A                    | 瀬下寛之               |
| 監督                                   | 静野孔文                     | 瀬下寛之                     | 静野孔文               | 吉平 "Tady" 直弘       |
| 副監督                                 | 瀬下寛之                     | 安藤裕章、吉平直弘           | 瀬下寛之               | N/A                    |
| シリーズ構成                           | 村井さだゆき                 | 村井さだゆき                 | 村井さだゆき           | N/A                    |
| 脚本                                   | #各話リスト参照              | #各話リスト参照              | 村井さだゆき           | 村井さだゆき           |
| 脚本                                   | N/A                          | N/A                          | N/A                    | 山田哲弥               |
| プロダクション デザイナー              | 田中直哉                     | 田中直哉                     | 田中直哉               | 田中直哉               |
| キャラクターデザイナー                 | 森山佑樹                     | 森山佑樹                     | 森山佑樹               | 森山佑樹               |
| キャラクターデザイナー                 | N/A                          | N/A                          | N/A                    | 福士亮平               |
| コンセプトアーティスト                 | 千賀智恵、川田英治           | 千賀智恵、川田英治           |                        |                        |
| コンセプトアーティスト                 | N/A                          | 泉谷かおり、須藤太一         |                        |                        |
| グラフィックデザイナー                 | 長藤寛和、宮澤聖二、桑原竜也 | 長藤寛和、宮澤聖二、桑原竜也 |                        |                        |
| アニメーション ディレクター            | こうじ                       | 永園玲仁                     | 永園玲仁               |                        |
| 美術監督                               | 西野隆世                     | 芳野満雄                     | 芳野満雄               |                        |
| 色彩設計                               | 野地弘納                     | 野地弘納                     | 野地弘納               |                        |
| 造形監督 アートディレクター （第2作）  | 片塰満則                     | 片塰満則                     | 片塰満則               | 片塰満則               |
| CGスーパーバイザー                     | 上本雅之                     | 上本雅之                     | 上本雅之               | 上本雅之               |
| CGスーパーバイザー                     | 長崎高士                     | 菅井進                       | 長崎高士               | 石橋拓馬               |
| バトルアニマティクス                   | 大串映二                     | 大串映二                     | 大串映二               |                        |
| 演出                                   | #各話リスト参照              | #各話リスト参照              | 安藤裕章               |                        |
| 絵コンテ                               | N/A                          | N/A                          | 森田宏幸               |                        |
| 編集                                   | 吉平直弘                     | 吉平直弘                     | 吉平直弘               |                        |
| 編集                                   | N/A                          | 天内宏美                     | 肥田文                 |                        |
| 音響監督                               | 岩浪美和                     | 岩浪美和                     | 岩浪美和               | 岩浪美和               |
| 音楽                                   | 朝倉紀行                     | 朝倉紀行                     | 朝倉紀行               | 片山修志               |
| 音楽制作                               | スターチャイルドレコード     | スターチャイルドレコード     |                        | キングレコード         |
| プロデューサー                         | 山崎慶彦、石丸健二、橋本龍   | 山崎慶彦、石丸健二、橋本龍   |                        |                        |
| プロデューサー                         | 山中隆弘                     | N/A                          |                        |                        |
| 制作プロデューサー                     | 鈴木和裕                     | 鈴木和裕                     |                        |                        |
| 制作プロデューサー                     | N/A                          | 石井涼子                     |                        |                        |
| アニメーション制作                     | ポリゴン・ピクチュアズ       | ポリゴン・ピクチュアズ       | ポリゴン・ピクチュアズ | ポリゴン・ピクチュアズ |
| 製作                                   | 東亜重工動画制作局           | 東亜重工動画制作局           | 東亜重工動画制作局     | 東亜重工重力祭運営局   |
| 製作                                   | MBS                          | MBS                          | N/A                    | N/A                    |
| 配給                                   | N/A                          | N/A                          | 東宝映像事業部         | クロックワークス       |

### 主題歌
第1期
オープニングテーマ「シドニア」
作詞 - atsuko / 作曲 - atsuko、KATSU / 編曲 - KATSU / 歌 - angela
エンディングテーマ「掌 -show-」
作詞 - 喜多村英梨、河合英嗣 / 作曲・編曲 - 河合英嗣 / 歌 - 喜多村英梨
劇場版
「愛、ひと欠片」
歌 - angela
第2期 先行上映版
エンディングテーマ「一筋の光明(ひかり)」
歌 - カスタマイZ
第2期
オープニングテーマ「騎士行進曲」
作詞 - atsuko / 作曲 - atsuko、KATSU / 編曲 - KATSU / 歌 - angela
エンディングテーマ「鎮魂歌 -レクイエム-」（第1話-第11話）
作詞・作曲・編曲 - 大隅知宇 / 歌 - カスタマイZ
エンディングテーマ「シドニア」（第12話）
歌 - angela
劇場版（あいつむぐほし）
主題歌「ひかりのディスコ」
作詞・作曲・編曲 - 中田ヤスタカ / 歌 - CAPSULE
挿入歌「うつせみ」
作詞・作曲・編曲 - 中田ヤスタカ / 歌 - CAPSULE
劇中歌「シドニア」
作詞 - atsuko / 作曲 - atsuko、KATSU / 編曲 - KATSU / 歌 - angela

### 各話リスト
| 話数  | サブタイトル | 脚本                         | ストーリーボード                                         | 演出     |       |
| 第1期 | 第1期        | 第1期                        | 第1期                                                    | 第1期    | 第1期 |
| ----- | ------------ | ---------------------------- | -------------------------------------------------------- | -------- | ----- |
| #01   | 初陣         | 村井さだゆき                 | 安藤裕章、大串映二                                       | 安藤裕章 |       |
| #02   | 星空         | 村井さだゆき                 | 末田宜史、大串映二                                       | 安藤裕章 |       |
| #03   | 栄光         | 村井さだゆき                 | 増井壮一                                                 | 安藤裕章 |       |
| #04   | 選択         | 山田哲弥                     | 亀井隆                                                   | 安藤裕章 |       |
| #05   | 漂流         | 村越繁                       | 安藤裕章                                                 | 安藤裕章 |       |
| #06   | 敬礼         | 村井さだゆき                 | 安藤裕章                                                 | 安藤裕章 |       |
| #07   | 覚悟         | 村越繁                       | 阿部記之                                                 | 安藤裕章 |       |
| #08   | 不死         | 山田哲弥                     | 森田宏幸                                                 | 安藤裕章 |       |
| #09   | 眼差         | 村井さだゆき                 | 城所聖明                                                 | 安藤裕章 |       |
| #10   | 決意         | 村越繁                       | 安藤裕章                                                 | 安藤裕章 |       |
| #11   | 衝突         | 山田哲弥                     | 森田宏幸                                                 | 安藤裕章 |       |
| #12   | 帰艦         | 村井さだゆき                 | 森田宏幸                                                 | 安藤裕章 |       |
| 第2期 |              |                              |                                                          |          |       |
| #01   | 葛藤         | 村井さだゆき                 | 森田宏幸、大串映二                                       | 吉平直弘 |       |
| #02   | 能力         | 村越繁                       | 森田宏幸、大串映二                                       | 安藤裕章 |       |
| #03   | 針路         | 山田哲弥                     | 森田宏幸、大串映二                                       | 吉平直弘 |       |
| #04   | 激昂         | 山田哲弥                     | 安藤裕章、大串映二                                       | 安藤裕章 |       |
| #05   | 願望         | 村越繁                       | 福島宏之                                                 | 吉平直弘 |       |
| #06   | 起動         | 村井さだゆき                 | 福島宏之、森田宏幸                                       | 安藤裕章 |       |
| #07   | 鳴動         | 村井さだゆき                 | 森田宏幸                                                 | 吉平直弘 |       |
| #08   | 再会         | 村越繁                       | 島津裕行、森田宏幸                                       | 安藤裕章 |       |
| #09   | 任務         | 村越繁                       | 福島宏之、吉川浩司 大串映二                              | 吉平直弘 |       |
| #10   | 進入         | 山田哲弥                     | 吉川浩司、森田宏幸 大串映二                              | 安藤裕章 |       |
| #11   | 邂逅         | 山田哲弥                     | 島津裕行、大串映二                                       | 吉平直弘 |       |
| #12   | 決戦         | 村井さだゆき 村越繁 山田哲弥 | 森田宏幸、大串映二 福島宏之、安藤裕章 島津裕行、吉川浩司 |          |       |

### 放送局
| 放送期間                | 放送時間                               | 放送局       | 対象地域   | 備考                                                     |
| ----------------------- | -------------------------------------- | ------------ | ---------- | -------------------------------------------------------- |
| 2014年4月11日 - 6月27日 | 金曜 1:49 - 2:19（木曜深夜）           | 毎日放送     | 近畿広域圏 | 製作局 / 字幕放送                                        |
| 2014年4月12日 - 6月28日 | 土曜 1:55 - 2:25（金曜深夜）           | TBSテレビ    | 関東広域圏 | 字幕放送                                                 |
|                         | 土曜 2:37 - 3:07（金曜深夜）           | CBCテレビ    | 中京広域圏 |                                                          |
| 2014年4月13日 - 6月29日 | 日曜 0:00 - 0:30（土曜深夜）           | BS-TBS       | 日本全域   | BS放送                                                   |
| 2014年4月22日 - 7月8日  | 火曜 23:00 - 23:30                     | AT-X         | 日本全域   | CS放送 / リピート放送あり                                |
| 2016年5月9日 - 5月25日  | 月曜 - 金曜 20:00 - 20:30              | アニマックス | 日本全域   | BS/CS放送 / 字幕放送 / リピート放送あり                  |
| 2019年4月4日 - 6月20日  | 木曜 19:55 - 20:20                     | NHK BS4K     | 日本全域   | BS4K放送 / リピート放送あり                              |
| 2020年7月12日 -         | 日曜 1:30 - 2:00（土曜深夜）           | TOKYO MX     | 東京都     | エンディングパート編集 / 次回予告カット                  |
|                         |                                        | BS11         | 日本全域   | エンディングパート編集 / 次回予告カット                  |
| 2020年4月5日 - 4月22日  | 火曜‐金曜 1:50 - 2:20（月曜‐木曜深夜） | 北海道テレビ | 北海道     | 北海道テレビの公式配信サイト「北海道onデマンド」でも配信 |

| 配信期間                | 配信時間                   | 配信サイト         | 備考                             |
| ----------------------- | -------------------------- | ------------------ | -------------------------------- |
| 2014年4月13日 - 6月29日 | 日曜 12:00 更新            | GYAO!              |                                  |
| 2014年4月14日 - 6月30日 | 月曜 0:00 更新（日曜深夜） | バンダイチャンネル | 見放題サービス利用者は全話見放題 |
|                         | 月曜 12:00 更新            | dアニメストア      | 見放題サービス利用者は全話見放題 |
|                         | 月曜 22:00 - 22:30         | ニコニコ生放送     |                                  |
|                         | 月曜 22:30 更新            | ニコニコチャンネル |                                  |
| 2015年9月 -             | 更新時間未定               | ネットフリックス   | フルHD画質（1080p）による配信    |

| 放送期間                | 放送時間                               | 放送局       | 対象地域   | 備考                                                     |
| ----------------------- | -------------------------------------- | ------------ | ---------- | -------------------------------------------------------- |
| 2015年4月11日 - 6月27日 | 土曜 1:55 - 2:25（金曜深夜）           | TBSテレビ    | 関東広域圏 |                                                          |
|                         | 土曜 2:10 - 2:40（金曜深夜）           | 毎日放送     | 近畿広域圏 | 製作局                                                   |
|                         | 土曜 2:37 - 3:07（金曜深夜）           | CBCテレビ    | 中京広域圏 |                                                          |
| 2015年4月12日 - 6月28日 | 日曜 0:00 - 0:30（土曜深夜）           | BS-TBS       | 日本全域   | BS放送                                                   |
| 2015年4月23日 - 7月9日  | 木曜 23:30 - 金曜 0:00                 | AT-X         | 日本全域   | CS放送 / リピート放送あり                                |
| 2016年5月26日 -         | 月曜 - 金曜 20:00 - 20:30              | アニマックス | 日本全域   | BS/CS放送 / 字幕放送 / リピート放送あり                  |
| 2019年6月27日 - 9月19日 | 木曜 19:55 - 20:20                     | NHK BS4K     | 日本全域   | BS4K放送 / リピート放送あり                              |
| 2020年4月26日 - 5月13日 | 火曜‐金曜 1:50 - 2:20（月曜‐木曜深夜） | 北海道テレビ | 北海道     | 北海道テレビの公式配信サイト「北海道onデマンド」でも配信 |

| 配信期間                | 配信時間                   | 配信サイト         | 備考                             |
| ----------------------- | -------------------------- | ------------------ | -------------------------------- |
| 2015年4月12日 - 6月28日 | 日曜 12:00 更新            | バンダイチャンネル | 見放題サービス利用者は全話見放題 |
|                         |                            | GYAO!              | 最新話1週間無料                  |
| 2015年4月14日 - 6月30日 | 火曜 12:00 更新            | dアニメストア      | 見放題サービス利用者は全話見放題 |
| 2015年4月15日 - 7月1日  | 水曜 23:30 - 木曜 0:00     | ニコニコ生放送     | タイムシフト予約対応             |
| 2015年4月16日 - 7月2日  | 木曜 0:00 更新（水曜深夜） | ニコニコチャンネル | 最新話1週間無料                  |
| 2015年9月 -             | 更新時間未定               | ネットフリックス   | フルHD画質（1080p）による配信    |

### BD / DVD
| 巻 | 発売日         | 収録話          | 規格品番   | 規格品番  |
| 巻 | 発売日         | 収録話          | BD         | DVD       |
| -- | -------------- | --------------- | ---------- | --------- |
| 1  | 2014年5月28日  | 第1話 - 第2話   | KIXA-90429 | KIBA-2116 |
| 2  | 2014年6月25日  | 第3話 - 第4話   | KIXA-90430 | KIBA-2117 |
| 3  | 2014年7月23日  | 第5話 - 第6話   | KIXA-90431 | KIBA-2118 |
| 4  | 2014年8月27日  | 第7話 - 第8話   | KIXA-90432 | KIBA-2119 |
| 5  | 2014年9月24日  | 第9話 - 第10話  | KIXA-90433 | KIBA-2120 |
| 6  | 2014年10月22日 | 第11話 - 第12話 | KIXA-90434 | KIBA-2121 |

| 巻 | 発売日        | 収録話 | 規格品番 | 規格品番  |
| 巻 | 発売日        | 収録話 | BD       | DVD       |
| -- | ------------- | ------ | -------- | --------- |
| 1  | 2015年3月25日 |        | KIXA-493 | KIBA-2186 |

| 巻 | 発売日         | 収録話          | 規格品番   | 規格品番  |
| 巻 | 発売日         | 収録話          | BD         | DVD       |
| -- | -------------- | --------------- | ---------- | --------- |
| 1  | 2015年4月29日  | 第1話 - 第2話   | KIXA-90511 | KIBA-2199 |
| 2  | 2015年5月27日  | 第3話 - 第4話   | KIXA-90512 | KIBA-2200 |
| 3  | 2015年6月24日  | 第5話 - 第6話   | KIXA-90513 | KIBA-2201 |
| 4  | 2015年7月22日  | 第7話 - 第8話   | KIXA-90514 | KIBA-2202 |
| 5  | 2015年8月26日  | 第9話 - 第10話  | KIXA-90515 | KIBA-2203 |
| 6  | 2015年10月14日 | 第11話 - 第12話 | KIXA-90516 | KIBA-2204 |

### CD
| 発売日        | タイトル                                  | 規格品番               |
| ------------- | ----------------------------------------- | ---------------------- |
| 2014年5月21日 | シドニア                                  | KICM-3277              |
| 2014年5月21日 | 掌 -show-                                 | KICM-91517/8 KICM-1517 |
| 2014年6月25日 | シドニアの騎士 オリジナルサウンドトラック | KICA-3220              |
| 2015年2月4日  | 一筋の光明                                | KICM-1569              |
| 2015年4月29日 | 騎士行進曲 / 愛、ひと欠片                 | KICM-3289              |
| 2015年6月3日  | 鎮魂歌 -レクイエム-                       | KICM-1596              |

## Webラジオ
『ラジオ シドニアの騎士〜綾と綾音の秘密の光合成〜』のタイトルで2014年3月28日から2015年10月30日まで音泉にて配信された。第1回から第14回まで毎週金曜日更新、第15回から第33回まで隔週金曜日更新、第34回から第46回まで毎週金曜日更新、第47回から第55回まで隔週金曜日更新。
また、テレビアニメ第1期BD第5巻初回限定版の封入特典として、新規録り降ろしのWebラジオCD『綾と綾音の秘密の光合成 出張版』が付属。また、テレビアニメ第2期BD第5巻初回限定版にも出張版CDが付属。
メインパーソナリティは洲崎綾（星白閑/白羽衣つむぎ 役）、佐倉綾音（岐神海蘊 役）。

### ゲスト
- 第04回：シドニアの騎士 担当編集
- 第06回：弐瓶勉（シドニアの騎士 原作者）
- 第10回：逢坂良太（谷風長道 役）
- 第14回：弐瓶勉
- 第18回：櫻井孝宏（岐神海苔夫 役）
- 第20回：森なな子（山野栄子 役）
- 第27回：弐瓶勉
- 第34回：金元寿子（緑川纈 役）
- 第40回：瀬下寛之（監督）、弐瓶勉

### 公開イベント
ラジオ『シドニアの騎士』〜綾と綾音の秘密の光合成〜 公開録音 in 徳島
開催日：2014年10月12日
会場：徳島市東新町商店街 コルネの泉広場
「ラジオ　シドニアの騎士〜綾と綾音の秘密の光合成〜」公開録音
開催日：2015年10月25日
会場：科学技術館 サイエンスホール
＜音泉＞公開録音祭り 2016冬 第2部 ラジオ シドニアの騎士〜綾と綾音の秘密の光合成〜
開催日：2016年2月21日
会場：有楽町朝日ホール

### ラジオCD
| ラジオCD「シドニアの騎士〜綾と綾音の秘密の光合成〜」 | ラジオCD「シドニアの騎士〜綾と綾音の秘密の光合成〜」 | ラジオCD「シドニアの騎士〜綾と綾音の秘密の光合成〜」 | ラジオCD「シドニアの騎士〜綾と綾音の秘密の光合成〜」 | ラジオCD「シドニアの騎士〜綾と綾音の秘密の光合成〜」 |
| Vol.                                                 | 発売日                                               | 新規録りおろしゲスト                                 | 過去配信回                                           | 規格品番                                             |
| ---------------------------------------------------- | ---------------------------------------------------- | ---------------------------------------------------- | ---------------------------------------------------- | ---------------------------------------------------- |
| 1                                                    | 2014年07月30日                                       | 金元寿子                                             | 第01回 - 第12回                                      | TBZR-0247/0248                                       |
| 2                                                    | 2014年12月24日                                       | 大原さやか（小林 役）                                | 第13回 - 第23回                                      | TBZR-0328/0329                                       |
| 3                                                    | 2015年05月27日                                       | 新井里美（ヒ山ララァ 役）                            | 第24回 - 第35回                                      | TBZR-0425/0426                                       |
| 4                                                    | 2015年09月30日                                       | 豊崎愛生（科戸瀬イザナ 役）                          | 第36回 - 第45回                                      | TBZR-0479/0480                                       |
| 5                                                    | 2015年12月23日                                       | 金元寿子                                             | 第46回 - 第55回                                      | TBZR-0585/0586                                       |

## 小説
小説 シドニアの騎士 きっとありふれた恋
- 著:アサウラ、イラスト:末弥純、原作・監修:弐瓶勉
- あらすじ

東亜重工の整備士で、男性でも女性でもない金打(かねうち)ヨシは、衛人操縦士訓練生の少女・仄燧(ほのかすい)に弱みをにぎられ、自作の機械・拡張機能操作機を脅し取られる。それは「一八式衛人の機体制御システムに介入、リミッターを解除して機体性能を極限まで高める」という、違法かつ危険な代物だった。燧は拡張機能操作機を仮象訓練装置にひそかに持ち込み、目覚ましい成績を残す。そして実機の一八式衛人で宇宙に飛び出す日がやってくる。エースパイロット・弦打攻市(つるうちこういち)との模擬戦だ。しかしその最中、異形のガウナが出現、訓練用の兵器しか持たない燧の機体を捕食しようとする。絶体絶命の燧は、最後のあがきで拡張機能操作機を起動。全リミッターを解除した一八式衛人が宇宙を駆ける。